# Елизавета I
Елизаве́та I, Елизаве́та Тюдо́р (англ. Elizabeth I; 7 сентября 1533, Гринвич — 24 марта 1603, Ричмонд) — королева Англии и Ирландии с 1558 года (коронована в 1559 году), последний монарх Британских островов из дома Тюдоров, 44-летнее царствование которой составило самостоятельный период в истории страны, известный под её именем.
Младшая из двух выживших дочерей Генриха VIII, его единственный ребёнок от второго брака с Анной Болейн; после казни матери была объявлена незаконнорождённой, лишена прав на престол и удалена от двора. Под руководством учителей при королевском дворе (в том числе гуманиста Роджера Ашэма) была воспитана в протестантском духе, овладела основными европейскими языками. В 1547 году, в соответствии с завещанием Генриха VIII, Елизавета была включена в число наследников английской короны вслед за своими единокровными братом, ставшим королём Эдуардом VI, и старшей сестрой Марией. В царствование Эдуарда VI была возвращена ко двору, но после девятидневного правления Джейн Грей и вступления на престол Марии I вновь оказалась в опале и почти год находилась в заключении по подозрению в поддержке протестантских повстанцев.
Унаследовав престол после смерти Марии I, не оставившей потомства, Елизавета I обязалась опираться на доверенных советников, важнейшими из которых стали 1-й барон Бёрли и Уолтер Рэли. В царствование Елизаветы в Англии окончательно сформировалась система абсолютной монархии, были восстановлены и окончательно утверждены англиканство в качестве государственной религии и Церковь Англии как независимая от римского католицизма организация, возглавляемая монархом. Экономическая политика королевы основывалась на принципах протекционизма; королевская власть покровительствовала национальным производству и торговле, поощряла развитие горнодобывающей промышленности. Во внешней политике усилилась торговая и колониальная экспансия Англии; по инициативе и при личном участии Елизаветы был учреждён ряд торговых компаний (в том числе наиболее известная — Ост-Индская, созданная в 1600 году), действовавших в Европе, России, Османской империи, Индии и Китае. Продолжалось завоевание Ирландии, начатое в царствование Генриха VIII; предпринимались попытки основания колоний в Северной Америке, шло успешное противостояние морской гегемонии габсбургской Испании во главе с королём Филиппом II — в прошлом супругом Марии I. Долгие годы Елизавета боролась с притязаниями на престол своей дальней родственницы — королевы Шотландии Марии Стюарт, закончившимися поражением и казнью последней в 1587 году.
В поздние годы правления Елизавета I столкнулась с нарастанием парламентской оппозиции, требовавшей ограничения прерогатив королевской власти. Одновременно с этим стал складываться культ личности королевы, широко проявившийся в искусстве и литературе; Елизавета почиталась в качестве харизматичной и эффективной государыни — королевы-девы, новой Мадонны, олицетворения красоты и вечной молодости. Вопреки требованиям парламента, королева не выходила замуж, уклоняясь от всех предложений вступления в брак; в конце концов она завещала престол королю Шотландии, сыну Марии Стюарт Якову VI, ставшему королём Англии под именем Якова I.

## Биография

### Дочь Генриха VIII
Елизавета родилась 7 сентября 1533 года в королевском дворце в Гринвиче. На её матери Анне Болейн король женился по страстной любви. Помимо этого, Генрих VIII надеялся, что Анна подарит ему долгожданных сыновей. Многолетний брак с Екатериной Арагонской не дал Англии наследника мужского пола, и положение династии Тюдоров было весьма непрочным. Рождение Елизаветы никого не обрадовало — в королевской семье уже была дочь, принцесса Мария, и появление ещё одной девочки вызвало гнев и печаль у импульсивного короля.
Однако торжества по случаю рождения принцессы были на редкость пышными. Крещение девочки прошло 10 сентября во францисканской церкви того же Гринвича; обряд провёл епископ Лондона Джон Стоксли, крёстным отцом стал архиепископ Кентерберийский Томас Кранмер. Своё имя дитя получило в честь матери Генриха VIII, Елизаветы Йоркской.

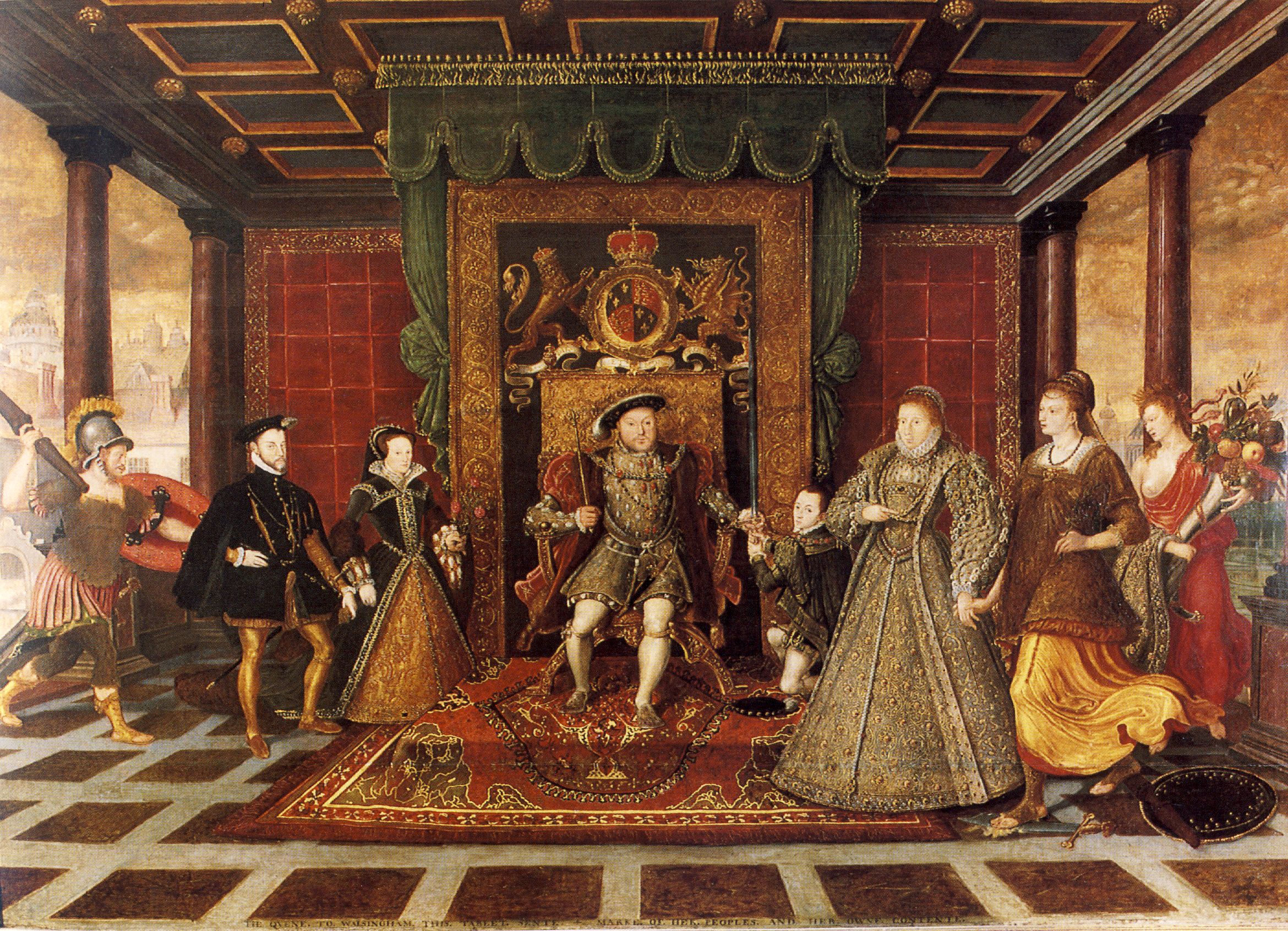
Портрет Генриха VIII с семьёй кисти Лукаса де Хере. Справа изображена Елизавета, держащая рог изобилия (1572)

В декабре 1533 года девочке определили в качестве места жительства резиденцию Хэтфилд-хаус, небольшой дворец неподалёку от Лондона. Родители довольно редко навещали свою дочь, хотя Анна Болейн и была привязана к дочери. Нельзя сказать, что Генрих был равнодушен к девочке. У неё был только один изъян — её пол. А от королевы по-прежнему ждали сыновей.
Когда Елизавете было два года и восемь месяцев, она лишилась матери: Анну Болейн казнили по обвинению в государственной измене. Анна так и не родила Генриху сына и, по версии суда, неоднократно изменяла своему супругу. Всем с самого начала было ясно, что Генрих решил избавиться от Анны, а доказательства «многократных измен» были явно фальсифицированными. Однако 19 мая 1536 года казнь всё же состоялась.
Генрих VIII поспешил снова жениться, а Елизавету признал незаконнорождённой (как несколько лет назад он признал незаконнорождённой и принцессу Марию): оба предыдущих королевских брака теперь стали недействительными и не имели никаких юридических последствий.

### Решение о безбрачии

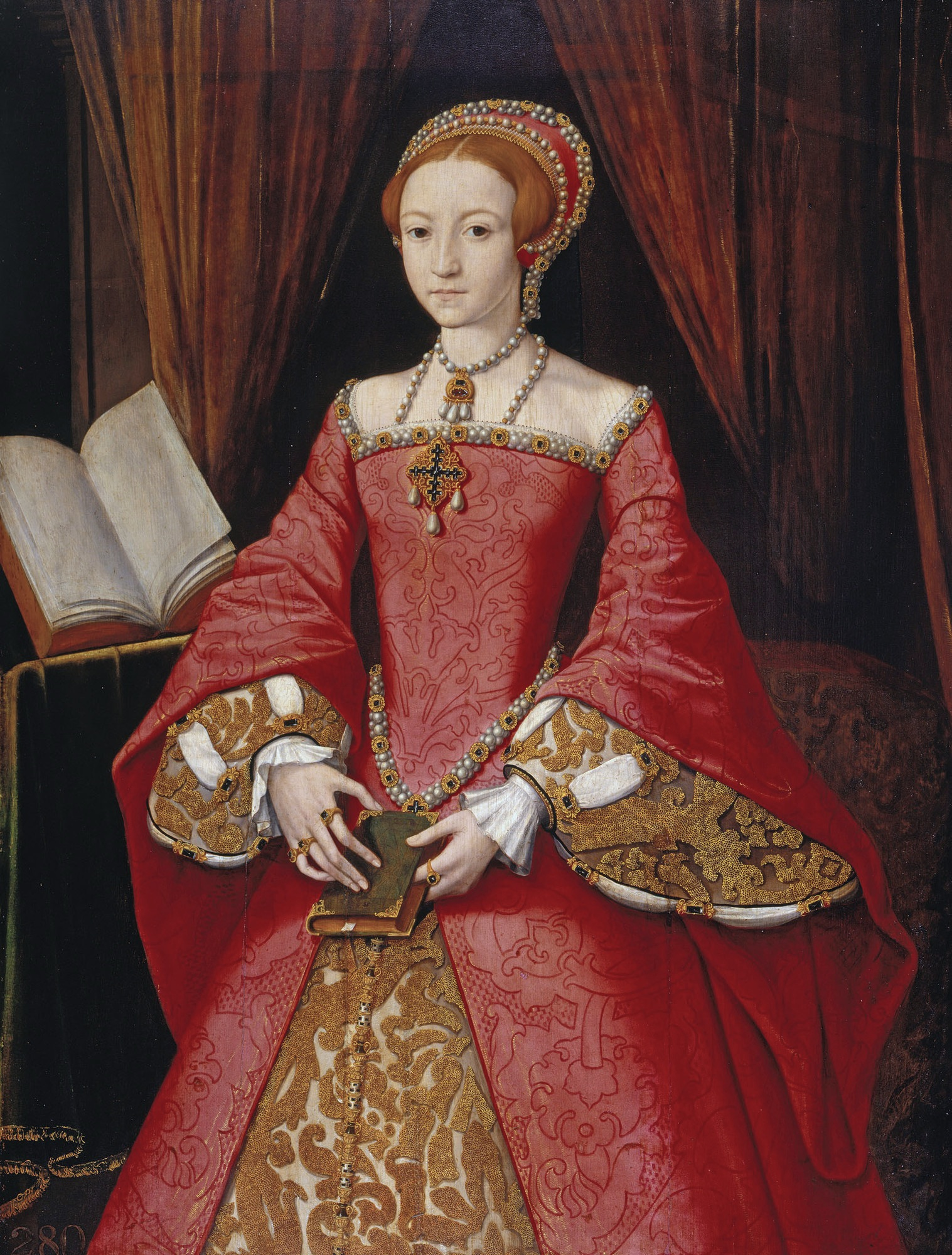
Юная Елизавета на портрете неизвестного художника (1546). Виндзорский замок

В 1537 году очередная королева Джейн Сеймур родила Генриху сына Эдуарда. Несмотря на то, что Джейн пыталась примирить короля с его ни в чём не повинными дочерьми, Елизавета по-прежнему оставалась в Хэтфилд-хаусе: Генрих не хотел видеть дочь «изменницы Болейн».
После смерти королевы Джейн Генрих женился ещё три раза. С Анной Клевской он развёлся, а Кэтрин Говард была казнена по обвинению в супружеской измене. Казнь молодой мачехи потрясла девятилетнюю Елизавету едва ли не больше, чем смерть матери. Именно в этом возрасте у будущей королевы сформировалось стойкое неприятие брака.
Существует источник, из которого известно это, странное на первый взгляд, решение юной принцессы, — её переписка с шестой и последней женой Генриха VIII, Екатериной Парр. В исторической литературе можно найти и более «романтическую» версию. Якобы Елизавета призналась своему другу детства, Роберту Дадли, что никогда не выйдет замуж. Это упорство вовсе не было её странным капризом или, как склонны считать многие романисты и историки, следствием её тайного физиологического или психического отклонения.

### Юность

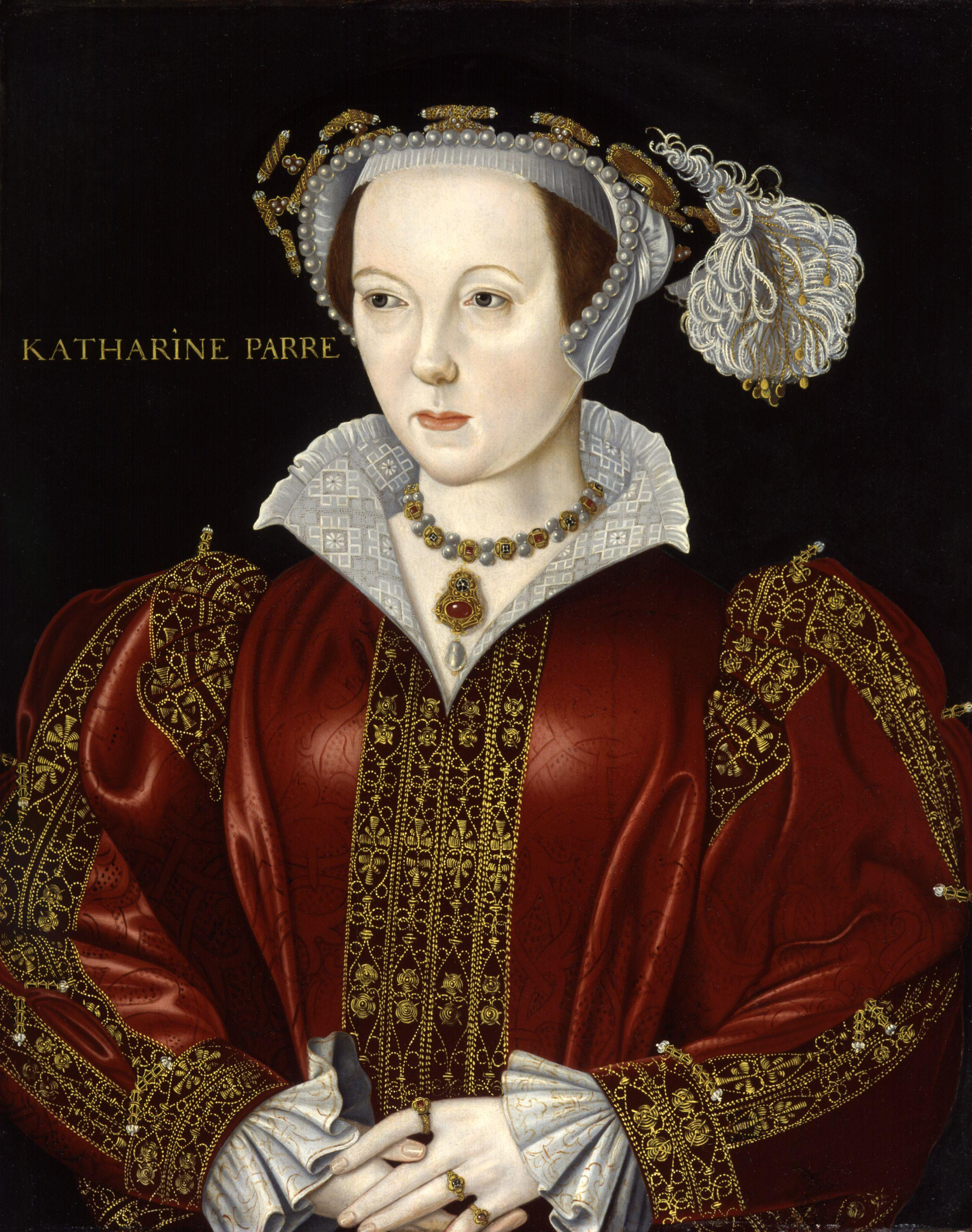
Екатерина Парр — любимая мачеха Елизаветы

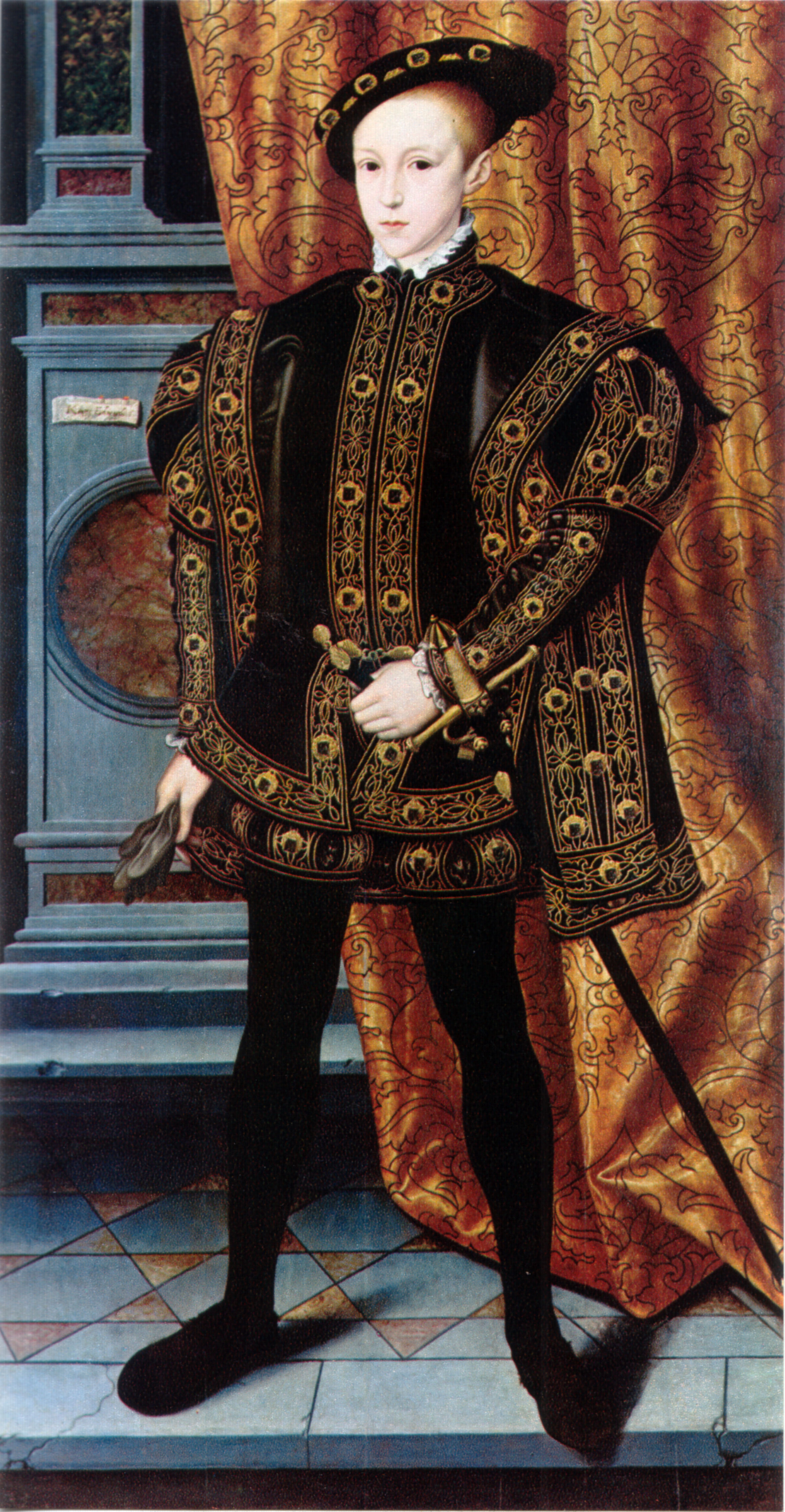
Эдуард VI — единокровный брат Елизаветы

Елизавета очень рано начала проявлять свои природные способности: уже в десятилетнем возрасте она неплохо говорила по-гречески, по-итальянски и по-французски, а позже овладела также немецким и испанским. Её латынь была безупречна — на этом языке принцесса не только читала сочинения римских историков, но и писала пространные письма своей мачехе — Екатерине Парр.
Несмотря на то что Елизавета по-прежнему считалась незаконнорождённой, её воспитанием занимались лучшие преподаватели из Кембриджа. Это были молодые, свободомыслящие учёные, приверженцы Реформации. В частности, уроки истории, философии и риторики она брала у писателя-гуманиста Роджера Ашема, познакомившего её также с сочинениями античных классиков.
Со временем к Елизавете присоединился её младший брат Эдуард. Именно в 1543—1547 годах в королевском семействе установилась относительно спокойная атмосфера: Генрих был вполне счастлив с Екатериной Парр, у него подрастал принц-наследник, а его дочери, хотя бы внешне, смирились со своим положением «незаконнорождённых».
28 января 1547 года Елизавете, находящейся в Энфилде, сообщили, что её отец скончался. В завещании короля говорилось, что престол он оставляет сыну Эдуарду. В случае смерти Эдуарда (при отсутствии наследников) его наследует Мария, затем её дети, потом Елизавета и её дети. Этим своим последним проявлением монаршей воли Генрих VIII «признал» своих дочерей и дал им надежду если не на корону Англии, то на достойный брак с принцем любой европейской страны.
После смерти отца юная Елизавета поселилась в поместье Олд-Манор в Челси вместе со своей мачехой Екатериной Парр, которая вскоре после окончания траура по королю вышла замуж за придворного авантюриста Томаса Сеймура, родного дядю Эдуарда VI. Однако Сеймур был крайне честолюбив: ему было мало близости к трону клана Сеймуров, ему хотелось большего. Существует версия, что Томас Сеймур желал со временем жениться на принцессе Елизавете, а пока она была совсем юной, даже принялся навязчиво за ней ухаживать. Некоторые источники указывают на взаимную симпатию Елизаветы и Томаса, однако серьёзных подтверждений этому факту нет.
Екатерина Парр, несмотря на почти материнскую любовь к своей падчерице, вынуждена была отослать её в мае 1548 года в Хартфордшир в поместье Чешант. Там Елизавета продолжила свои занятия с учителем Роджером Ашемом. Этого человека, обладавшего энциклопедическими знаниями, Елизавета боготворила всю жизнь.
Томас Сеймур совершил (уже после смерти Екатерины Парр от родильной горячки) неудачную попытку государственного переворота и в конце января 1549 года был казнён. Елизавету также подозревали в причастности к заговору Сеймура, указывая на возможную связь с ним, однако ей удалось сохранить свою честь и доказать свою невиновность.
В 1551 году Эдуард VI пригласил ко двору Елизавету. Брат и сестра всегда относились друг к другу с большой нежностью, и для Елизаветы кончина Эдуарда 6 июля 1553 года стала ударом.
| Генеалогическое древо потомков Генриха VII Тюдора в июле 1553 года \| \| \| \| \| \| \| \| \| \| \| \| \| \| \| \| \| \| \| \| \| \| \| \| \| \| \| \| \| \| \| \| \| \| \| \| \| \| \| \| \| \| \| Генрих VII 1457—1509 \| Генрих VII 1457—1509 \| Генрих VII 1457—1509 \| Генрих VII 1457—1509 \| Генрих VII 1457—1509 \| Генрих VII 1457—1509 \| \| \| Елизавета Йоркская 1466—1503 \| Елизавета Йоркская 1466—1503 \| Елизавета Йоркская 1466—1503 \| Елизавета Йоркская 1466—1503 \| Елизавета Йоркская 1466—1503 \| Елизавета Йоркская 1466—1503 \| \| \| \| \| \| \| \| \| \| \| \| \| \| \| \| \| \| \| \| \| \| \| \| \| \| \| \| \| \| \| \| \| \| \| \| \| \| \| \| \| \| \| \| \| \| \| \| \| \| \| \| \| \| \| \| \| \| \| \| \| \| \| \| \| \| \| \| \| \| \| \| \| \| \| \| \| \| \| \| \| \| \| \| \| \| Генрих VII 1457—1509 \| Генрих VII 1457—1509 \| Генрих VII 1457—1509 \| Генрих VII 1457—1509 \| Генрих VII 1457—1509 \| Генрих VII 1457—1509 \| \| \| Елизавета Йоркская 1466—1503 \| Елизавета Йоркская 1466—1503 \| Елизавета Йоркская 1466—1503 \| Елизавета Йоркская 1466—1503 \| Елизавета Йоркская 1466—1503 \| Елизавета Йоркская 1466—1503 \| \| \| \| \| \| \| \| \| \| \| \| \| \| \| \| \| \| \| \| \| \| \| \| \| \| \| \| \| \| \| \| \| \| \| \| \| \| \| \| \| \| \| \| \| \| \| \| \| \| \| \| \| \| \| \| \| \| \| \| \| \| \| \| \| \| \| \| \| \| \| \| \| \| \| \| \| \| \| \| \| \| \| \| \| \| \| \| \| \| \| \| \| \| \| \| \| \| \| \| \| \| \| \| \| \| \| \| \| \| \| \| \| \| \| \| \| \| \| \| \| \| \| \| \| \| \| \| \| \| \| \| \| \| \| \| \| \| \| \| \| \| \| \| \| \| \| \| \| \| \| \| \| \| \| \| \| \| \| \| \| \| \| \| \| \| \| \| \| \| \| \| \| \| \| \| \| \| \| \| \| \| \| \| \| \| \| \| \| \| \| \| \| \| \| \| \| \| \| \| \| \| \| \| \| \| \| \| \| \| \| \| \| \| \| \| \| \| \| \| \| \| \| \| \| \| \| \| \| \| \| \| \| \| \| \| \| \| \| \| \| \| \| \| \| \| \| \| Яков IV Стюарт 1473—1513 \| Яков IV Стюарт 1473—1513 \| Яков IV Стюарт 1473—1513 \| Яков IV Стюарт 1473—1513 \| Яков IV Стюарт 1473—1513 \| Яков IV Стюарт 1473—1513 \| \| \| Маргарита Тюдор 1489—1541 \| Маргарита Тюдор 1489—1541 \| Маргарита Тюдор 1489—1541 \| Маргарита Тюдор 1489—1541 \| Маргарита Тюдор 1489—1541 \| Маргарита Тюдор 1489—1541 \| \| \| Арчибальд Дуглас 1489—1557 \| Арчибальд Дуглас 1489—1557 \| Арчибальд Дуглас 1489—1557 \| Арчибальд Дуглас 1489—1557 \| Арчибальд Дуглас 1489—1557 \| Арчибальд Дуглас 1489—1557 \| \| \| Артур Тюдор 1486—1502 \| Артур Тюдор 1486—1502 \| Артур Тюдор 1486—1502 \| Артур Тюдор 1486—1502 \| Артур Тюдор 1486—1502 \| Артур Тюдор 1486—1502 \| \| \| Екатерина Арагонская 1485—1536 \| Екатерина Арагонская 1485—1536 \| Екатерина Арагонская 1485—1536 \| Екатерина Арагонская 1485—1536 \| Екатерина Арагонская 1485—1536 \| Екатерина Арагонская 1485—1536 \| \| \| Генрих VIII 1491—1547 \| Генрих VIII 1491—1547 \| Генрих VIII 1491—1547 \| Генрих VIII 1491—1547 \| Генрих VIII 1491—1547 \| Генрих VIII 1491—1547 \| \| \| Анна Болейн ок.1507—1536 \| Анна Болейн ок.1507—1536 \| Анна Болейн ок.1507—1536 \| Анна Болейн ок.1507—1536 \| Анна Болейн ок.1507—1536 \| Анна Болейн ок.1507—1536 \| \| \| Джейн Сеймур ок.1508—1537 \| Джейн Сеймур ок.1508—1537 \| Джейн Сеймур ок.1508—1537 \| Джейн Сеймур ок.1508—1537 \| Джейн Сеймур ок.1508—1537 \| Джейн Сеймур ок.1508—1537 \| \| \| \| \| \| \| Мария Тюдор 1496—1533 \| Мария Тюдор 1496—1533 \| Мария Тюдор 1496—1533 \| Мария Тюдор 1496—1533 \| Мария Тюдор 1496—1533 \| Мария Тюдор 1496—1533 \| \| \| Чарльз Брэндон ок.1484—1545 \| Чарльз Брэндон ок.1484—1545 \| Чарльз Брэндон ок.1484—1545 \| Чарльз Брэндон ок.1484—1545 \| Чарльз Брэндон ок.1484—1545 \| Чарльз Брэндон ок.1484—1545 \| \| \| \| \| \| \| \| \| \| \| \| \| \| \| \| \| \| Яков IV Стюарт 1473—1513 \| Яков IV Стюарт 1473—1513 \| Яков IV Стюарт 1473—1513 \| Яков IV Стюарт 1473—1513 \| Яков IV Стюарт 1473—1513 \| Яков IV Стюарт 1473—1513 \| \| \| Маргарита Тюдор 1489—1541 \| Маргарита Тюдор 1489—1541 \| Маргарита Тюдор 1489—1541 \| Маргарита Тюдор 1489—1541 \| Маргарита Тюдор 1489—1541 \| Маргарита Тюдор 1489—1541 \| \| \| Арчибальд Дуглас 1489—1557 \| Арчибальд Дуглас 1489—1557 \| Арчибальд Дуглас 1489—1557 \| Арчибальд Дуглас 1489—1557 \| Арчибальд Дуглас 1489—1557 \| Арчибальд Дуглас 1489—1557 \| \| \| Артур Тюдор 1486—1502 \| Артур Тюдор 1486—1502 \| Артур Тюдор 1486—1502 \| Артур Тюдор 1486—1502 \| Артур Тюдор 1486—1502 \| Артур Тюдор 1486—1502 \| \| \| Екатерина Арагонская 1485—1536 \| Екатерина Арагонская 1485—1536 \| Екатерина Арагонская 1485—1536 \| Екатерина Арагонская 1485—1536 \| Екатерина Арагонская 1485—1536 \| Екатерина Арагонская 1485—1536 \| \| \| Генрих VIII 1491—1547 \| Генрих VIII 1491—1547 \| Генрих VIII 1491—1547 \| Генрих VIII 1491—1547 \| Генрих VIII 1491—1547 \| Генрих VIII 1491—1547 \| \| \| Анна Болейн ок.1507—1536 \| Анна Болейн ок.1507—1536 \| Анна Болейн ок.1507—1536 \| Анна Болейн ок.1507—1536 \| Анна Болейн ок.1507—1536 \| Анна Болейн ок.1507—1536 \| \| \| Джейн Сеймур ок.1508—1537 \| Джейн Сеймур ок.1508—1537 \| Джейн Сеймур ок.1508—1537 \| Джейн Сеймур ок.1508—1537 \| Джейн Сеймур ок.1508—1537 \| Джейн Сеймур ок.1508—1537 \| \| \| \| \| \| \| Мария Тюдор 1496—1533 \| Мария Тюдор 1496—1533 \| Мария Тюдор 1496—1533 \| Мария Тюдор 1496—1533 \| Мария Тюдор 1496—1533 \| Мария Тюдор 1496—1533 \| \| \| Чарльз Брэндон ок.1484—1545 \| Чарльз Брэндон ок.1484—1545 \| Чарльз Брэндон ок.1484—1545 \| Чарльз Брэндон ок.1484—1545 \| Чарльз Брэндон ок.1484—1545 \| Чарльз Брэндон ок.1484—1545 \| \| \| \| \| \| \| \| \| \| \| \| \| \| \| \| \| \| \| \| \| \| \| \| \| \| \| \| \| \| \| \| \| \| \| \| \| \| \| \| \| \| \| \| \| \| \| \| \| \| \| \| \| \| \| \| \| \| \| \| \| \| \| \| \| \| \| \| \| \| \| \| \| \| \| \| \| \| \| \| \| \| \| \| \| \| \| \| \| \| \| \| \| \| \| \| \| \| \| \| \| \| \| \| \| \| \| \| \| \| \| \| \| \| \| \| \| \| \| \| \| \| \| \| \| \| \| \| \| \| \| \| \| \| \| \| \| \| \| \| \| \| \| \| \| \| \| \| \| \| \| \| \| \| \| \| \| \| \| \| \| \| \| \| \| \| \| \| \| \| \| \| \| \| \| \| \| \| \| \| \| \| \| \| \| \| \| \| \| \| \| \| \| \| \| \| \| \| \| \| \| \| \| \| \| \| \| \| \| \| \| \| Мария де Гиз 1515—1560 \| Мария де Гиз 1515—1560 \| Мария де Гиз 1515—1560 \| Мария де Гиз 1515—1560 \| Мария де Гиз 1515—1560 \| Мария де Гиз 1515—1560 \| \| \| Яков V Стюарт 1512—1542 \| Яков V Стюарт 1512—1542 \| Яков V Стюарт 1512—1542 \| Яков V Стюарт 1512—1542 \| Яков V Стюарт 1512—1542 \| Яков V Стюарт 1512—1542 \| \| \| Маргарита Дуглас 1515—1578 \| Маргарита Дуглас 1515—1578 \| Маргарита Дуглас 1515—1578 \| Маргарита Дуглас 1515—1578 \| Маргарита Дуглас 1515—1578 \| Маргарита Дуглас 1515—1578 \| \| \| Мэтью Стюарт 1516—1571 \| Мэтью Стюарт 1516—1571 \| Мэтью Стюарт 1516—1571 \| Мэтью Стюарт 1516—1571 \| Мэтью Стюарт 1516—1571 \| Мэтью Стюарт 1516—1571 \| \| \| \| \| \| \| \| \| \| \| Мария I 1516—1558 \| Мария I 1516—1558 \| Мария I 1516—1558 \| Мария I 1516—1558 \| Мария I 1516—1558 \| Мария I 1516—1558 \| \| \| Елизавета I 1533—1603 \| Елизавета I 1533—1603 \| Елизавета I 1533—1603 \| Елизавета I 1533—1603 \| Елизавета I 1533—1603 \| Елизавета I 1533—1603 \| \| \| Эдуард VI 1537—1553 \| Эдуард VI 1537—1553 \| Эдуард VI 1537—1553 \| Эдуард VI 1537—1553 \| Эдуард VI 1537—1553 \| Эдуард VI 1537—1553 \| \| \| Фрэнсис Брэндон 1517—1559 \| Фрэнсис Брэндон 1517—1559 \| Фрэнсис Брэндон 1517—1559 \| Фрэнсис Брэндон 1517—1559 \| Фрэнсис Брэндон 1517—1559 \| Фрэнсис Брэндон 1517—1559 \| \| \| Генри Грей 1517—1554 \| Генри Грей 1517—1554 \| Генри Грей 1517—1554 \| Генри Грей 1517—1554 \| Генри Грей 1517—1554 \| Генри Грей 1517—1554 \| \| \| Элеонора Брэндон 1519—1547 \| Элеонора Брэндон 1519—1547 \| Элеонора Брэндон 1519—1547 \| Элеонора Брэндон 1519—1547 \| Элеонора Брэндон 1519—1547 \| Элеонора Брэндон 1519—1547 \| \| \| Генри Клиффорд 1517—1570 \| Генри Клиффорд 1517—1570 \| Генри Клиффорд 1517—1570 \| Генри Клиффорд 1517—1570 \| Генри Клиффорд 1517—1570 \| Генри Клиффорд 1517—1570 \| \| \| \| \| \| Мария де Гиз 1515—1560 \| Мария де Гиз 1515—1560 \| Мария де Гиз 1515—1560 \| Мария де Гиз 1515—1560 \| Мария де Гиз 1515—1560 \| Мария де Гиз 1515—1560 \| \| \| Яков V Стюарт 1512—1542 \| Яков V Стюарт 1512—1542 \| Яков V Стюарт 1512—1542 \| Яков V Стюарт 1512—1542 \| Яков V Стюарт 1512—1542 \| Яков V Стюарт 1512—1542 \| \| \| Маргарита Дуглас 1515—1578 \| Маргарита Дуглас 1515—1578 \| Маргарита Дуглас 1515—1578 \| Маргарита Дуглас 1515—1578 \| Маргарита Дуглас 1515—1578 \| Маргарита Дуглас 1515—1578 \| \| \| Мэтью Стюарт 1516—1571 \| Мэтью Стюарт 1516—1571 \| Мэтью Стюарт 1516—1571 \| Мэтью Стюарт 1516—1571 \| Мэтью Стюарт 1516—1571 \| Мэтью Стюарт 1516—1571 \| \| \| \| \| \| \| \| \| \| \| Мария I 1516—1558 \| Мария I 1516—1558 \| Мария I 1516—1558 \| Мария I 1516—1558 \| Мария I 1516—1558 \| Мария I 1516—1558 \| \| \| Елизавета I 1533—1603 \| Елизавета I 1533—1603 \| Елизавета I 1533—1603 \| Елизавета I 1533—1603 \| Елизавета I 1533—1603 \| Елизавета I 1533—1603 \| \| \| Эдуард VI 1537—1553 \| Эдуард VI 1537—1553 \| Эдуард VI 1537—1553 \| Эдуард VI 1537—1553 \| Эдуард VI 1537—1553 \| Эдуард VI 1537—1553 \| \| \| Фрэнсис Брэндон 1517—1559 \| Фрэнсис Брэндон 1517—1559 \| Фрэнсис Брэндон 1517—1559 \| Фрэнсис Брэндон 1517—1559 \| Фрэнсис Брэндон 1517—1559 \| Фрэнсис Брэндон 1517—1559 \| \| \| Генри Грей 1517—1554 \| Генри Грей 1517—1554 \| Генри Грей 1517—1554 \| Генри Грей 1517—1554 \| Генри Грей 1517—1554 \| Генри Грей 1517—1554 \| \| \| Элеонора Брэндон 1519—1547 \| Элеонора Брэндон 1519—1547 \| Элеонора Брэндон 1519—1547 \| Элеонора Брэндон 1519—1547 \| Элеонора Брэндон 1519—1547 \| Элеонора Брэндон 1519—1547 \| \| \| Генри Клиффорд 1517—1570 \| Генри Клиффорд 1517—1570 \| Генри Клиффорд 1517—1570 \| Генри Клиффорд 1517—1570 \| Генри Клиффорд 1517—1570 \| Генри Клиффорд 1517—1570 \| \| \| \| \| \| \| \| \| \| \| \| \| \| \| \| \| \| \| \| \| \| \| \| \| \| \| \| \| \| \| \| \| \| \| \| \| \| \| \| \| \| \| \| \| \| \| \| \| \| \| \| \| \| \| \| \| \| \| \| \| \| \| \| \| \| \| \| \| \| \| \| \| \| \| \| \| \| \| \| \| \| \| \| \| \| \| \| \| \| \| \| \| \| \| \| \| \| \| \| \| \| \| \| \| \| \| \| \| \| \| \| \| \| \| \| \| \| \| \| \| \| \| \| \| \| \| \| \| \| \| \| \| \| \| \| \| \| \| \| \| \| \| \| \| \| \| \| \| \| \| \| \| \| \| \| \| \| \| \| \| \| \| \| \| \| \| \| \| \| \| \| \| \| \| \| \| \| \| \| \| \| \| \| \| \| \| \| \| \| \| \| \| \| \| \| \| \| \| \| \| \| \| \| \| \| \| \| Мария Стюарт 1542—1587 \| Мария Стюарт 1542—1587 \| Мария Стюарт 1542—1587 \| Мария Стюарт 1542—1587 \| Мария Стюарт 1542—1587 \| Мария Стюарт 1542—1587 \| \| \| \| \| \| \| \| \| \| \| Генри Стюарт (лорд Дарнли) 1545—1567 \| Генри Стюарт (лорд Дарнли) 1545—1567 \| Генри Стюарт (лорд Дарнли) 1545—1567 \| Генри Стюарт (лорд Дарнли) 1545—1567 \| Генри Стюарт (лорд Дарнли) 1545—1567 \| Генри Стюарт (лорд Дарнли) 1545—1567 \| \| \| \| \| \| \| \| \| \| \| \| \| \| \| \| \| \| \| \| \| \| \| \| \| \| \| \| \| \| \| \| \| \| \| Джейн Грей ок.1537—1554 \| Джейн Грей ок.1537—1554 \| Джейн Грей ок.1537—1554 \| Джейн Грей ок.1537—1554 \| Джейн Грей ок.1537—1554 \| Джейн Грей ок.1537—1554 \| \| \| Катерина Грей 1540—1568 \| Катерина Грей 1540—1568 \| Катерина Грей 1540—1568 \| Катерина Грей 1540—1568 \| Катерина Грей 1540—1568 \| Катерина Грей 1540—1568 \| \| \| Мария Грей ок.1545—1578 \| Мария Грей ок.1545—1578 \| Мария Грей ок.1545—1578 \| Мария Грей ок.1545—1578 \| Мария Грей ок.1545—1578 \| Мария Грей ок.1545—1578 \| \| \| Маргарита Клиффорд 1540—1596 \| Маргарита Клиффорд 1540—1596 \| Маргарита Клиффорд 1540—1596 \| Маргарита Клиффорд 1540—1596 \| Маргарита Клиффорд 1540—1596 \| Маргарита Клиффорд 1540—1596 \| \| \| \| \| \| \| \| \| \| \| \| \| \| Мария Стюарт 1542—1587 \| Мария Стюарт 1542—1587 \| Мария Стюарт 1542—1587 \| Мария Стюарт 1542—1587 \| Мария Стюарт 1542—1587 \| Мария Стюарт 1542—1587 \| \| \| \| \| \| \| \| \| \| \| Генри Стюарт (лорд Дарнли) 1545—1567 \| Генри Стюарт (лорд Дарнли) 1545—1567 \| Генри Стюарт (лорд Дарнли) 1545—1567 \| Генри Стюарт (лорд Дарнли) 1545—1567 \| Генри Стюарт (лорд Дарнли) 1545—1567 \| Генри Стюарт (лорд Дарнли) 1545—1567 \| \| \| \| \| \| \| \| \| \| \| \| \| \| \| \| \| \| \| \| \| \| \| \| \| \| \| \| \| \| \| \| \| \| \| Джейн Грей ок.1537—1554 \| Джейн Грей ок.1537—1554 \| Джейн Грей ок.1537—1554 \| Джейн Грей ок.1537—1554 \| Джейн Грей ок.1537—1554 \| Джейн Грей ок.1537—1554 \| \| \| Катерина Грей 1540—1568 \| Катерина Грей 1540—1568 \| Катерина Грей 1540—1568 \| Катерина Грей 1540—1568 \| Катерина Грей 1540—1568 \| Катерина Грей 1540—1568 \| \| \| Мария Грей ок.1545—1578 \| Мария Грей ок.1545—1578 \| Мария Грей ок.1545—1578 \| Мария Грей ок.1545—1578 \| Мария Грей ок.1545—1578 \| Мария Грей ок.1545—1578 \| \| \| Маргарита Клиффорд 1540—1596 \| Маргарита Клиффорд 1540—1596 \| Маргарита Клиффорд 1540—1596 \| Маргарита Клиффорд 1540—1596 \| Маргарита Клиффорд 1540—1596 \| Маргарита Клиффорд 1540—1596 \| \| \| \| \| \| \| \| \| \| \| \| \| \| \| \| \| \| \| \| \| \| \| \| \| \| \| \| \| \| \| \| \| \| \| \| \| \| \| \| \| \| \| \| \| \| \| \| \| \| \| \| \| \| \| \| \| \| \| \| \| \| \| \| \| \| \| \| \| \| \| \| \| \| \| \| \| \| \| \| \| \| \| \| \| \| \| \| \| \| \| \| \| \| \| \| \| \| \| \| \| \| \| \| \| \| \| \| \| \| \| \| \| \| \| \| \| \| \| \| \| Яков VI Стюарт \| \| \| \| \| \| \| \| \| \| \| \| \| \| \| \| \| \| \| \| \| \| \| \| \| \| \| \| \| \| \| \| \| \| \| \| \| \| \| \| \| \| \| \| \| \| \| \| \| \| \| \| \| \| \| \| \| \| \| \| \| \| \| \| \| \| \| \| \| \| \| \| \| \| \| \| \| \| \| \| \| \| \| \| Примечания: Наследники Эдуарда VI по завещанию Генриха VIII: первой очереди второй очереди. Скончавшиеся по 6 июля 1553 года включительно и их супруги |  |                        |                        |                        |                        |                          |                          |                          |                          |                          |                          |                         |                         |                           |                           |                           |                           |                            |                            |                            |                            |                                      |                                      |                                      |                                      |                                      |                                      |                        |                        |                        |                        |                       |                       |                       |                       |  |  |                                |                                |                                |                                |                                |                                |                      |                      |                       |                       |                       |                       |                              |                              |                              |                              |                              |                              |                          |                          |                          |                          |                     |                     |                           |                           |                           |                           |                           |                           |                           |                           |                           |                           |                         |                         |                         |                         |                       |                       |                         |                         |                         |                         |                             |                             |                             |                             |                              |                              |                              |                              |                              |                              |                          |                          |                          |                          |  |  |
| |  |                        |                        |                        |                        |                          |                          |                          |                          |                          |                          |                         |                         |                           |                           |                           |                           |                            |                            |                            |                            |                                      |                                      |                                      |                                      |                                      |                                      |                        |                        |                        |                        |                       |                       |                       |                       |  |  |                                |                                |                                |                                | Генрих VII 1457—1509           | Генрих VII 1457—1509           | Генрих VII 1457—1509 | Генрих VII 1457—1509 | Генрих VII 1457—1509  | Генрих VII 1457—1509  |                       |                       | Елизавета Йоркская 1466—1503 | Елизавета Йоркская 1466—1503 | Елизавета Йоркская 1466—1503 | Елизавета Йоркская 1466—1503 | Елизавета Йоркская 1466—1503 | Елизавета Йоркская 1466—1503 |                          |                          |                          |                          |                     |                     |                           |                           |                           |                           |                           |                           |                           |                           |                           |                           |                         |                         |                         |                         |                       |                       |                         |                         |                         |                         |                             |                             |                             |                             |                              |                              |                              |                              |                              |                              |                          |                          |                          |                          |  |  |
| |  |                        |                        |                        |                        |                          |                          |                          |                          |                          |                          |                         |                         |                           |                           |                           |                           |                            |                            |                            |                            |                                      |                                      |                                      |                                      |                                      |                                      |                        |                        |                        |                        |                       |                       |                       |                       |  |  |                                |                                |                                |                                | Генрих VII 1457—1509           | Генрих VII 1457—1509           | Генрих VII 1457—1509 | Генрих VII 1457—1509 | Генрих VII 1457—1509  | Генрих VII 1457—1509  |                       |                       | Елизавета Йоркская 1466—1503 | Елизавета Йоркская 1466—1503 | Елизавета Йоркская 1466—1503 | Елизавета Йоркская 1466—1503 | Елизавета Йоркская 1466—1503 | Елизавета Йоркская 1466—1503 |                          |                          |                          |                          |                     |                     |                           |                           |                           |                           |                           |                           |                           |                           |                           |                           |                         |                         |                         |                         |                       |                       |                         |                         |                         |                         |                             |                             |                             |                             |                              |                              |                              |                              |                              |                              |                          |                          |                          |                          |  |  |
| |  |                        |                        |                        |                        |                          |                          |                          |                          |                          |                          |                         |                         |                           |                           |                           |                           |                            |                            |                            |                            |                                      |                                      |                                      |                                      |                                      |                                      |                        |                        |                        |                        |                       |                       |                       |                       |  |  |                                |                                |                                |                                |                                |                                |                      |                      |                       |                       |                       |                       |                              |                              |                              |                              |                              |                              |                          |                          |                          |                          |                     |                     |                           |                           |                           |                           |                           |                           |                           |                           |                           |                           |                         |                         |                         |                         |                       |                       |                         |                         |                         |                         |                             |                             |                             |                             |                              |                              |                              |                              |                              |                              |                          |                          |                          |                          |  |  |
| |  |                        |                        |                        |                        |                          |                          |                          |                          |                          |                          |                         |                         |                           |                           |                           |                           |                            |                            |                            |                            |                                      |                                      |                                      |                                      |                                      |                                      |                        |                        |                        |                        |                       |                       |                       |                       |  |  |                                |                                |                                |                                |                                |                                |                      |                      |                       |                       |                       |                       |                              |                              |                              |                              |                              |                              |                          |                          |                          |                          |                     |                     |                           |                           |                           |                           |                           |                           |                           |                           |                           |                           |                         |                         |                         |                         |                       |                       |                         |                         |                         |                         |                             |                             |                             |                             |                              |                              |                              |                              |                              |                              |                          |                          |                          |                          |  |  |
| |  |                        |                        |                        |                        | Яков IV Стюарт 1473—1513 | Яков IV Стюарт 1473—1513 | Яков IV Стюарт 1473—1513 | Яков IV Стюарт 1473—1513 | Яков IV Стюарт 1473—1513 | Яков IV Стюарт 1473—1513 |                         |                         | Маргарита Тюдор 1489—1541 | Маргарита Тюдор 1489—1541 | Маргарита Тюдор 1489—1541 | Маргарита Тюдор 1489—1541 | Маргарита Тюдор 1489—1541  | Маргарита Тюдор 1489—1541  |                            |                            | Арчибальд Дуглас 1489—1557           | Арчибальд Дуглас 1489—1557           | Арчибальд Дуглас 1489—1557           | Арчибальд Дуглас 1489—1557           | Арчибальд Дуглас 1489—1557           | Арчибальд Дуглас 1489—1557           |                        |                        | Артур Тюдор 1486—1502  | Артур Тюдор 1486—1502  | Артур Тюдор 1486—1502 | Артур Тюдор 1486—1502 | Артур Тюдор 1486—1502 | Артур Тюдор 1486—1502 |  |  | Екатерина Арагонская 1485—1536 | Екатерина Арагонская 1485—1536 | Екатерина Арагонская 1485—1536 | Екатерина Арагонская 1485—1536 | Екатерина Арагонская 1485—1536 | Екатерина Арагонская 1485—1536 |                      |                      | Генрих VIII 1491—1547 | Генрих VIII 1491—1547 | Генрих VIII 1491—1547 | Генрих VIII 1491—1547 | Генрих VIII 1491—1547        | Генрих VIII 1491—1547        |                              |                              | Анна Болейн ок.1507—1536     | Анна Болейн ок.1507—1536     | Анна Болейн ок.1507—1536 | Анна Болейн ок.1507—1536 | Анна Болейн ок.1507—1536 | Анна Болейн ок.1507—1536 |                     |                     | Джейн Сеймур ок.1508—1537 | Джейн Сеймур ок.1508—1537 | Джейн Сеймур ок.1508—1537 | Джейн Сеймур ок.1508—1537 | Джейн Сеймур ок.1508—1537 | Джейн Сеймур ок.1508—1537 |                           |                           |                           |                           |                         |                         | Мария Тюдор 1496—1533   | Мария Тюдор 1496—1533   | Мария Тюдор 1496—1533 | Мария Тюдор 1496—1533 | Мария Тюдор 1496—1533   | Мария Тюдор 1496—1533   |                         |                         | Чарльз Брэндон ок.1484—1545 | Чарльз Брэндон ок.1484—1545 | Чарльз Брэндон ок.1484—1545 | Чарльз Брэндон ок.1484—1545 | Чарльз Брэндон ок.1484—1545  | Чарльз Брэндон ок.1484—1545  |                              |                              |                              |                              |                          |                          |                          |                          |  |  |
| |  |                        |                        |                        |                        | Яков IV Стюарт 1473—1513 | Яков IV Стюарт 1473—1513 | Яков IV Стюарт 1473—1513 | Яков IV Стюарт 1473—1513 | Яков IV Стюарт 1473—1513 | Яков IV Стюарт 1473—1513 |                         |                         | Маргарита Тюдор 1489—1541 | Маргарита Тюдор 1489—1541 | Маргарита Тюдор 1489—1541 | Маргарита Тюдор 1489—1541 | Маргарита Тюдор 1489—1541  | Маргарита Тюдор 1489—1541  |                            |                            | Арчибальд Дуглас 1489—1557           | Арчибальд Дуглас 1489—1557           | Арчибальд Дуглас 1489—1557           | Арчибальд Дуглас 1489—1557           | Арчибальд Дуглас 1489—1557           | Арчибальд Дуглас 1489—1557           |                        |                        | Артур Тюдор 1486—1502  | Артур Тюдор 1486—1502  | Артур Тюдор 1486—1502 | Артур Тюдор 1486—1502 | Артур Тюдор 1486—1502 | Артур Тюдор 1486—1502 |  |  | Екатерина Арагонская 1485—1536 | Екатерина Арагонская 1485—1536 | Екатерина Арагонская 1485—1536 | Екатерина Арагонская 1485—1536 | Екатерина Арагонская 1485—1536 | Екатерина Арагонская 1485—1536 |                      |                      | Генрих VIII 1491—1547 | Генрих VIII 1491—1547 | Генрих VIII 1491—1547 | Генрих VIII 1491—1547 | Генрих VIII 1491—1547        | Генрих VIII 1491—1547        |                              |                              | Анна Болейн ок.1507—1536     | Анна Болейн ок.1507—1536     | Анна Болейн ок.1507—1536 | Анна Болейн ок.1507—1536 | Анна Болейн ок.1507—1536 | Анна Болейн ок.1507—1536 |                     |                     | Джейн Сеймур ок.1508—1537 | Джейн Сеймур ок.1508—1537 | Джейн Сеймур ок.1508—1537 | Джейн Сеймур ок.1508—1537 | Джейн Сеймур ок.1508—1537 | Джейн Сеймур ок.1508—1537 |                           |                           |                           |                           |                         |                         | Мария Тюдор 1496—1533   | Мария Тюдор 1496—1533   | Мария Тюдор 1496—1533 | Мария Тюдор 1496—1533 | Мария Тюдор 1496—1533   | Мария Тюдор 1496—1533   |                         |                         | Чарльз Брэндон ок.1484—1545 | Чарльз Брэндон ок.1484—1545 | Чарльз Брэндон ок.1484—1545 | Чарльз Брэндон ок.1484—1545 | Чарльз Брэндон ок.1484—1545  | Чарльз Брэндон ок.1484—1545  |                              |                              |                              |                              |                          |                          |                          |                          |  |  |
| |  |                        |                        |                        |                        |                          |                          |                          |                          |                          |                          |                         |                         |                           |                           |                           |                           |                            |                            |                            |                            |                                      |                                      |                                      |                                      |                                      |                                      |                        |                        |                        |                        |                       |                       |                       |                       |  |  |                                |                                |                                |                                |                                |                                |                      |                      |                       |                       |                       |                       |                              |                              |                              |                              |                              |                              |                          |                          |                          |                          |                     |                     |                           |                           |                           |                           |                           |                           |                           |                           |                           |                           |                         |                         |                         |                         |                       |                       |                         |                         |                         |                         |                             |                             |                             |                             |                              |                              |                              |                              |                              |                              |                          |                          |                          |                          |  |  |
| |  |                        |                        |                        |                        |                          |                          |                          |                          |                          |                          |                         |                         |                           |                           |                           |                           |                            |                            |                            |                            |                                      |                                      |                                      |                                      |                                      |                                      |                        |                        |                        |                        |                       |                       |                       |                       |  |  |                                |                                |                                |                                |                                |                                |                      |                      |                       |                       |                       |                       |                              |                              |                              |                              |                              |                              |                          |                          |                          |                          |                     |                     |                           |                           |                           |                           |                           |                           |                           |                           |                           |                           |                         |                         |                         |                         |                       |                       |                         |                         |                         |                         |                             |                             |                             |                             |                              |                              |                              |                              |                              |                              |                          |                          |                          |                          |  |  |
| |  | Мария де Гиз 1515—1560 | Мария де Гиз 1515—1560 | Мария де Гиз 1515—1560 | Мария де Гиз 1515—1560 | Мария де Гиз 1515—1560   | Мария де Гиз 1515—1560   |                          |                          | Яков V Стюарт 1512—1542  | Яков V Стюарт 1512—1542  | Яков V Стюарт 1512—1542 | Яков V Стюарт 1512—1542 | Яков V Стюарт 1512—1542   | Яков V Стюарт 1512—1542   |                           |                           | Маргарита Дуглас 1515—1578 | Маргарита Дуглас 1515—1578 | Маргарита Дуглас 1515—1578 | Маргарита Дуглас 1515—1578 | Маргарита Дуглас 1515—1578           | Маргарита Дуглас 1515—1578           |                                      |                                      | Мэтью Стюарт 1516—1571               | Мэтью Стюарт 1516—1571               | Мэтью Стюарт 1516—1571 | Мэтью Стюарт 1516—1571 | Мэтью Стюарт 1516—1571 | Мэтью Стюарт 1516—1571 |                       |                       |                       |                       |  |  |                                |                                |                                |                                | Мария I 1516—1558              | Мария I 1516—1558              | Мария I 1516—1558    | Мария I 1516—1558    | Мария I 1516—1558     | Мария I 1516—1558     |                       |                       | Елизавета I 1533—1603        | Елизавета I 1533—1603        | Елизавета I 1533—1603        | Елизавета I 1533—1603        | Елизавета I 1533—1603        | Елизавета I 1533—1603        |                          |                          | Эдуард VI 1537—1553      | Эдуард VI 1537—1553      | Эдуард VI 1537—1553 | Эдуард VI 1537—1553 | Эдуард VI 1537—1553       | Эдуард VI 1537—1553       |                           |                           | Фрэнсис Брэндон 1517—1559 | Фрэнсис Брэндон 1517—1559 | Фрэнсис Брэндон 1517—1559 | Фрэнсис Брэндон 1517—1559 | Фрэнсис Брэндон 1517—1559 | Фрэнсис Брэндон 1517—1559 |                         |                         | Генри Грей 1517—1554    | Генри Грей 1517—1554    | Генри Грей 1517—1554  | Генри Грей 1517—1554  | Генри Грей 1517—1554    | Генри Грей 1517—1554    |                         |                         | Элеонора Брэндон 1519—1547  | Элеонора Брэндон 1519—1547  | Элеонора Брэндон 1519—1547  | Элеонора Брэндон 1519—1547  | Элеонора Брэндон 1519—1547   | Элеонора Брэндон 1519—1547   |                              |                              | Генри Клиффорд 1517—1570     | Генри Клиффорд 1517—1570     | Генри Клиффорд 1517—1570 | Генри Клиффорд 1517—1570 | Генри Клиффорд 1517—1570 | Генри Клиффорд 1517—1570 |  |  |
| |  | Мария де Гиз 1515—1560 | Мария де Гиз 1515—1560 | Мария де Гиз 1515—1560 | Мария де Гиз 1515—1560 | Мария де Гиз 1515—1560   | Мария де Гиз 1515—1560   |                          |                          | Яков V Стюарт 1512—1542  | Яков V Стюарт 1512—1542  | Яков V Стюарт 1512—1542 | Яков V Стюарт 1512—1542 | Яков V Стюарт 1512—1542   | Яков V Стюарт 1512—1542   |                           |                           | Маргарита Дуглас 1515—1578 | Маргарита Дуглас 1515—1578 | Маргарита Дуглас 1515—1578 | Маргарита Дуглас 1515—1578 | Маргарита Дуглас 1515—1578           | Маргарита Дуглас 1515—1578           |                                      |                                      | Мэтью Стюарт 1516—1571               | Мэтью Стюарт 1516—1571               | Мэтью Стюарт 1516—1571 | Мэтью Стюарт 1516—1571 | Мэтью Стюарт 1516—1571 | Мэтью Стюарт 1516—1571 |                       |                       |                       |                       |  |  |                                |                                |                                |                                | Мария I 1516—1558              | Мария I 1516—1558              | Мария I 1516—1558    | Мария I 1516—1558    | Мария I 1516—1558     | Мария I 1516—1558     |                       |                       | Елизавета I 1533—1603        | Елизавета I 1533—1603        | Елизавета I 1533—1603        | Елизавета I 1533—1603        | Елизавета I 1533—1603        | Елизавета I 1533—1603        |                          |                          | Эдуард VI 1537—1553      | Эдуард VI 1537—1553      | Эдуард VI 1537—1553 | Эдуард VI 1537—1553 | Эдуард VI 1537—1553       | Эдуард VI 1537—1553       |                           |                           | Фрэнсис Брэндон 1517—1559 | Фрэнсис Брэндон 1517—1559 | Фрэнсис Брэндон 1517—1559 | Фрэнсис Брэндон 1517—1559 | Фрэнсис Брэндон 1517—1559 | Фрэнсис Брэндон 1517—1559 |                         |                         | Генри Грей 1517—1554    | Генри Грей 1517—1554    | Генри Грей 1517—1554  | Генри Грей 1517—1554  | Генри Грей 1517—1554    | Генри Грей 1517—1554    |                         |                         | Элеонора Брэндон 1519—1547  | Элеонора Брэндон 1519—1547  | Элеонора Брэндон 1519—1547  | Элеонора Брэндон 1519—1547  | Элеонора Брэндон 1519—1547   | Элеонора Брэндон 1519—1547   |                              |                              | Генри Клиффорд 1517—1570     | Генри Клиффорд 1517—1570     | Генри Клиффорд 1517—1570 | Генри Клиффорд 1517—1570 | Генри Клиффорд 1517—1570 | Генри Клиффорд 1517—1570 |  |  |
| |  |                        |                        |                        |                        |                          |                          |                          |                          |                          |                          |                         |                         |                           |                           |                           |                           |                            |                            |                            |                            |                                      |                                      |                                      |                                      |                                      |                                      |                        |                        |                        |                        |                       |                       |                       |                       |  |  |                                |                                |                                |                                |                                |                                |                      |                      |                       |                       |                       |                       |                              |                              |                              |                              |                              |                              |                          |                          |                          |                          |                     |                     |                           |                           |                           |                           |                           |                           |                           |                           |                           |                           |                         |                         |                         |                         |                       |                       |                         |                         |                         |                         |                             |                             |                             |                             |                              |                              |                              |                              |                              |                              |                          |                          |                          |                          |  |  |
| |  |                        |                        |                        |                        |                          |                          |                          |                          |                          |                          |                         |                         |                           |                           |                           |                           |                            |                            |                            |                            |                                      |                                      |                                      |                                      |                                      |                                      |                        |                        |                        |                        |                       |                       |                       |                       |  |  |                                |                                |                                |                                |                                |                                |                      |                      |                       |                       |                       |                       |                              |                              |                              |                              |                              |                              |                          |                          |                          |                          |                     |                     |                           |                           |                           |                           |                           |                           |                           |                           |                           |                           |                         |                         |                         |                         |                       |                       |                         |                         |                         |                         |                             |                             |                             |                             |                              |                              |                              |                              |                              |                              |                          |                          |                          |                          |  |  |
| |  |                        |                        |                        |                        | Мария Стюарт 1542—1587   | Мария Стюарт 1542—1587   | Мария Стюарт 1542—1587   | Мария Стюарт 1542—1587   | Мария Стюарт 1542—1587   | Мария Стюарт 1542—1587   |                         |                         |                           |                           |                           |                           |                            |                            |                            |                            | Генри Стюарт (лорд Дарнли) 1545—1567 | Генри Стюарт (лорд Дарнли) 1545—1567 | Генри Стюарт (лорд Дарнли) 1545—1567 | Генри Стюарт (лорд Дарнли) 1545—1567 | Генри Стюарт (лорд Дарнли) 1545—1567 | Генри Стюарт (лорд Дарнли) 1545—1567 |                        |                        |                        |                        |                       |                       |                       |                       |  |  |                                |                                |                                |                                |                                |                                |                      |                      |                       |                       |                       |                       |                              |                              |                              |                              |                              |                              |                          |                          |                          |                          |                     |                     | Джейн Грей ок.1537—1554   | Джейн Грей ок.1537—1554   | Джейн Грей ок.1537—1554   | Джейн Грей ок.1537—1554   | Джейн Грей ок.1537—1554   | Джейн Грей ок.1537—1554   |                           |                           | Катерина Грей 1540—1568   | Катерина Грей 1540—1568   | Катерина Грей 1540—1568 | Катерина Грей 1540—1568 | Катерина Грей 1540—1568 | Катерина Грей 1540—1568 |                       |                       | Мария Грей ок.1545—1578 | Мария Грей ок.1545—1578 | Мария Грей ок.1545—1578 | Мария Грей ок.1545—1578 | Мария Грей ок.1545—1578     | Мария Грей ок.1545—1578     |                             |                             | Маргарита Клиффорд 1540—1596 | Маргарита Клиффорд 1540—1596 | Маргарита Клиффорд 1540—1596 | Маргарита Клиффорд 1540—1596 | Маргарита Клиффорд 1540—1596 | Маргарита Клиффорд 1540—1596 |                          |                          |                          |                          |  |  |
| |  |                        |                        |                        |                        | Мария Стюарт 1542—1587   | Мария Стюарт 1542—1587   | Мария Стюарт 1542—1587   | Мария Стюарт 1542—1587   | Мария Стюарт 1542—1587   | Мария Стюарт 1542—1587   |                         |                         |                           |                           |                           |                           |                            |                            |                            |                            | Генри Стюарт (лорд Дарнли) 1545—1567 | Генри Стюарт (лорд Дарнли) 1545—1567 | Генри Стюарт (лорд Дарнли) 1545—1567 | Генри Стюарт (лорд Дарнли) 1545—1567 | Генри Стюарт (лорд Дарнли) 1545—1567 | Генри Стюарт (лорд Дарнли) 1545—1567 |                        |                        |                        |                        |                       |                       |                       |                       |  |  |                                |                                |                                |                                |                                |                                |                      |                      |                       |                       |                       |                       |                              |                              |                              |                              |                              |                              |                          |                          |                          |                          |                     |                     | Джейн Грей ок.1537—1554   | Джейн Грей ок.1537—1554   | Джейн Грей ок.1537—1554   | Джейн Грей ок.1537—1554   | Джейн Грей ок.1537—1554   | Джейн Грей ок.1537—1554   |                           |                           | Катерина Грей 1540—1568   | Катерина Грей 1540—1568   | Катерина Грей 1540—1568 | Катерина Грей 1540—1568 | Катерина Грей 1540—1568 | Катерина Грей 1540—1568 |                       |                       | Мария Грей ок.1545—1578 | Мария Грей ок.1545—1578 | Мария Грей ок.1545—1578 | Мария Грей ок.1545—1578 | Мария Грей ок.1545—1578     | Мария Грей ок.1545—1578     |                             |                             | Маргарита Клиффорд 1540—1596 | Маргарита Клиффорд 1540—1596 | Маргарита Клиффорд 1540—1596 | Маргарита Клиффорд 1540—1596 | Маргарита Клиффорд 1540—1596 | Маргарита Клиффорд 1540—1596 |                          |                          |                          |                          |  |  |
| |  |                        |                        |                        |                        |                          |                          |                          |                          |                          |                          |                         |                         |                           |                           |                           |                           |                            |                            |                            |                            |                                      |                                      |                                      |                                      |                                      |                                      |                        |                        |                        |                        |                       |                       |                       |                       |  |  |                                |                                |                                |                                |                                |                                |                      |                      |                       |                       |                       |                       |                              |                              |                              |                              |                              |                              |                          |                          |                          |                          |                     |                     |                           |                           |                           |                           |                           |                           |                           |                           |                           |                           |                         |                         |                         |                         |                       |                       |                         |                         |                         |                         |                             |                             |                             |                             |                              |                              |                              |                              |                              |                              |                          |                          |                          |                          |  |  |
| |  |                        |                        |                        |                        |                          |                          |                          |                          |                          |                          |                         |                         | Яков VI Стюарт            |                           |                           |                           |                            |                            |                            |                            |                                      |                                      |                                      |                                      |                                      |                                      |                        |                        |                        |                        |                       |                       |                       |                       |  |  |                                |                                |                                |                                |                                |                                |                      |                      |                       |                       |                       |                       |                              |                              |                              |                              |                              |                              |                          |                          |                          |                          |                     |                     |                           |                           |                           |                           |                           |                           |                           |                           |                           |                           |                         |                         |                         |                         |                       |                       |                         |                         |                         |                         |                             |                             |                             |                             |                              |                              |                              |                              |                              |                              |                          |                          |                          |                          |  |  |

После смерти короля лорд-протектор Джон Дадли возвёл на престол юную Джейн Грей — правнучку Генриха VII. В стране началась смута. В результате вооружённого конфликта между сторонниками Джейн и приверженцами принцессы Марии победили последние. Ни одна из сторон конфликта не была для Елизаветы выгодной. Если бы победу одержала партия Джейн Грей, то Елизавета лишалась бы места в порядке престолонаследия, но могла бы свободно исповедовать свою протестантскую веру. Если бы верх одержала Мария, то она оставалась бы главной претенденткой на трон, но её положение при истовой королеве-католичке становилось бы крайне опасным. Елизавета предусмотрительно осталась в Хэтфилде — её предупредил об опасности лорд Уильям Сесил, секретарь Совета. Время Елизаветы ещё не пришло. На престоле оказалась ревностная католичка Мария I.

### Опальная сестра Марии I Тюдор

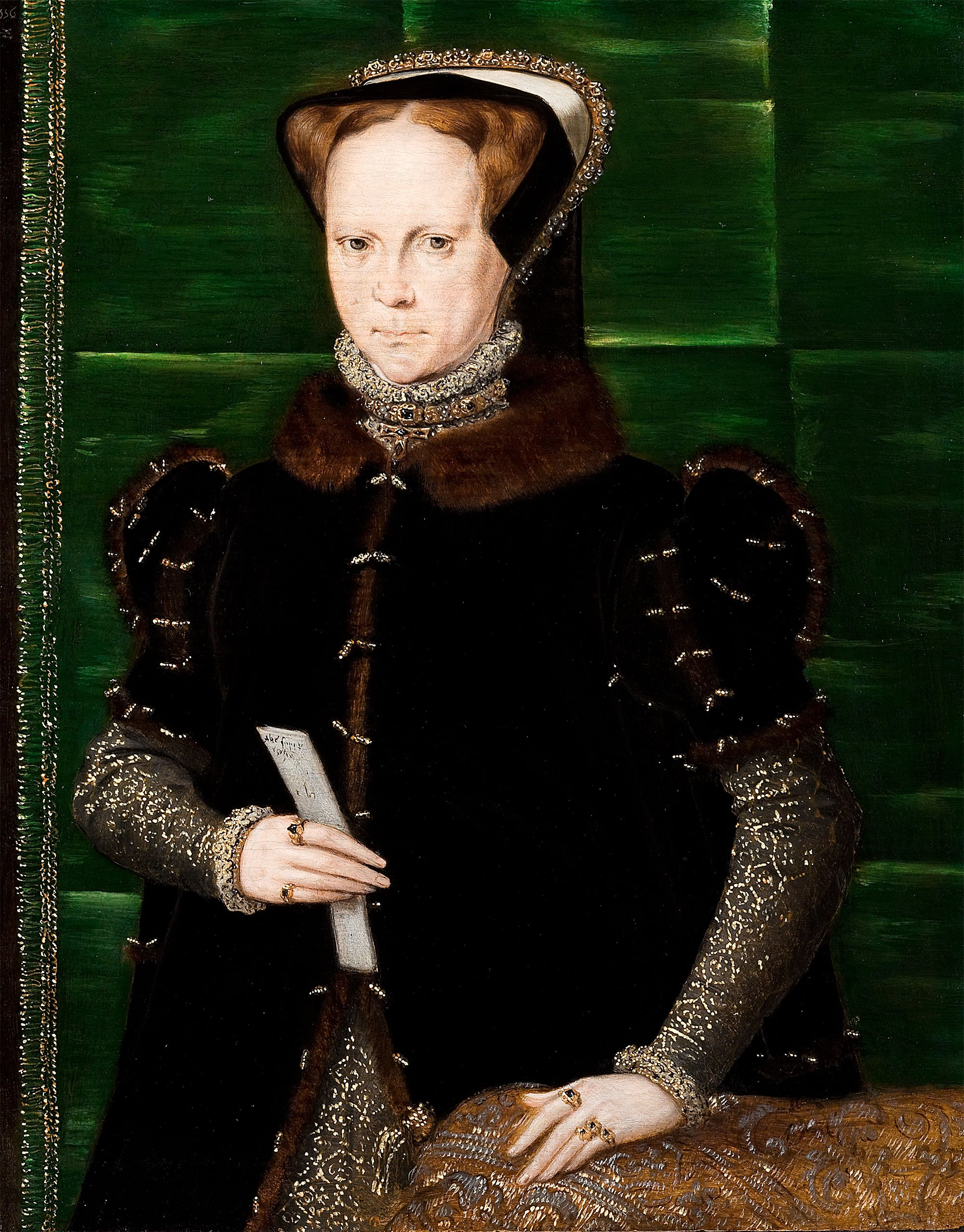
Портрет Марии I работы Ганса Эворта

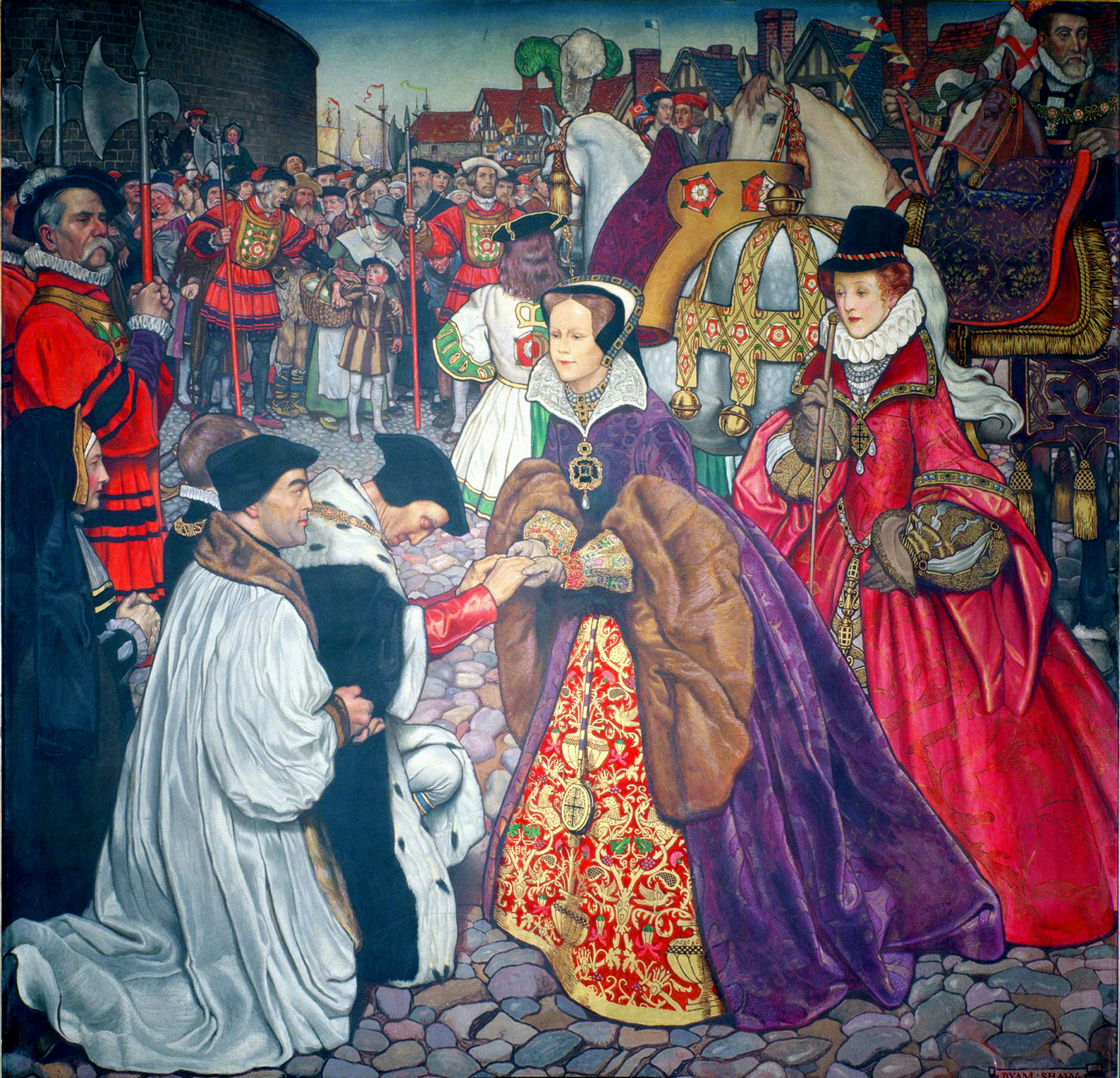
Мария I вступает в Лондон. Художник Джон Байем Листон Шоу (1910)

В октябре 1553 года Мария I короновалась в Лондоне. Королеве было тридцать семь лет, двадцать из которых явились для неё годами испытаний. С первых же дней правления Мария принялась активно действовать: её главной задачей стало возвращение Англии в лоно католической церкви. Большинство населения Англии оставались католиками, но узкая прослойка дворян-протестантов, выдвинувшихся при Генрихе и Эдуарде, имела непропорционально высокое влияние в обществе.
В январе 1554 года протестант Томас Уайетт поднял восстание в Кенте с целью не допустить заключение брака между Марией и Филиппом. Вероятно, что настоящей, тайной целью заговорщиков была передача короны Елизавете, однако следователи Марии не смогли выбить из пленных мятежников каких-либо свидетельств против Елизаветы. Мария заточила Елизавету в Тауэр, но по требованию Тайного Совета сохранила ей жизнь.

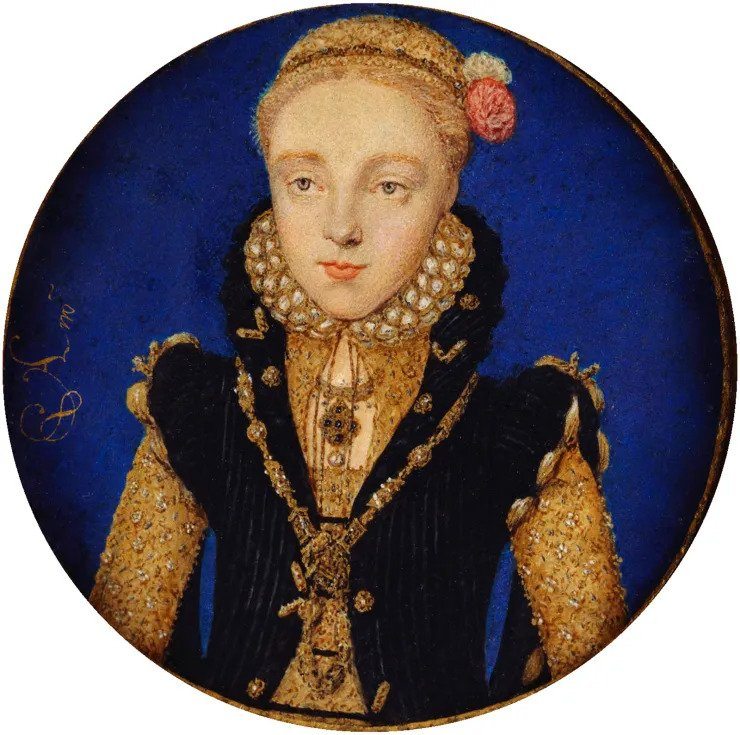
Портрет молодой Елизаветы I. Художник Левина Теерлинк (1565)

Здесь же, в Тауэре, был заключён друг её детства — Роберт Дадли. Существует версия, что молодые люди общались во время прогулок во внутреннем дворике Тауэра.
В Англии росло недовольство политикой королевы. Оно стало очевидным после того, как летом 1554 года в Лондон прибыл Филипп Испанский — будущий супруг Марии. В преддверии своей свадьбы королева освободила свою сестру из Тауэра. На решение королевы повлияло то, что Томас Уайетт перед казнью поклялся, что «миледи Елизавета никогда не знала о заговоре».
Однако принцесса не осталась при дворе: её отправили в ссылку в Вудстокский дворец (графство Оксфордшир). В Вудстоке Елизавете не позволялось писать писем, а книги ей привозились только по строго утверждённому списку.
И вместе с тем Елизавета по-прежнему считалась наследницей престола: брак Марии и Филиппа оказался бездетным. Елизавету вновь вернули в её резиденцию Хэтфилд-хаус, и скромный двор принцессы сразу стал привлекать молодых аристократов. Кроме того, сам Филипп благоволил своей родственнице: он испытывал к ней гораздо бо́льшую симпатию, нежели к своей хмурой супруге. Ему также не хотелось портить отношения с наследницей престола: Мария была крайне нездорова.
В начале ноября 1558 года королева Мария почувствовала, что дни её сочтены. Совет настаивал, чтобы она официально назначила наследницей сестру, но королева сопротивлялась: она знала, что Елизавета вернёт в Англию ненавистный Марии протестантизм. Только под давлением Филиппа Мария уступила требованию своих советников, понимая, что в противном случае страна может погрузиться в хаос гражданской войны.
Королева скончалась 17 ноября 1558 года, оставшись в истории как Мария Кровавая (или Кровавая Мэри). Елизавета, получив известие о смерти сестры, сказала: «Господь так решил. Чу́дны дела Его в наших глазах».

### Первые шаги молодой королевы

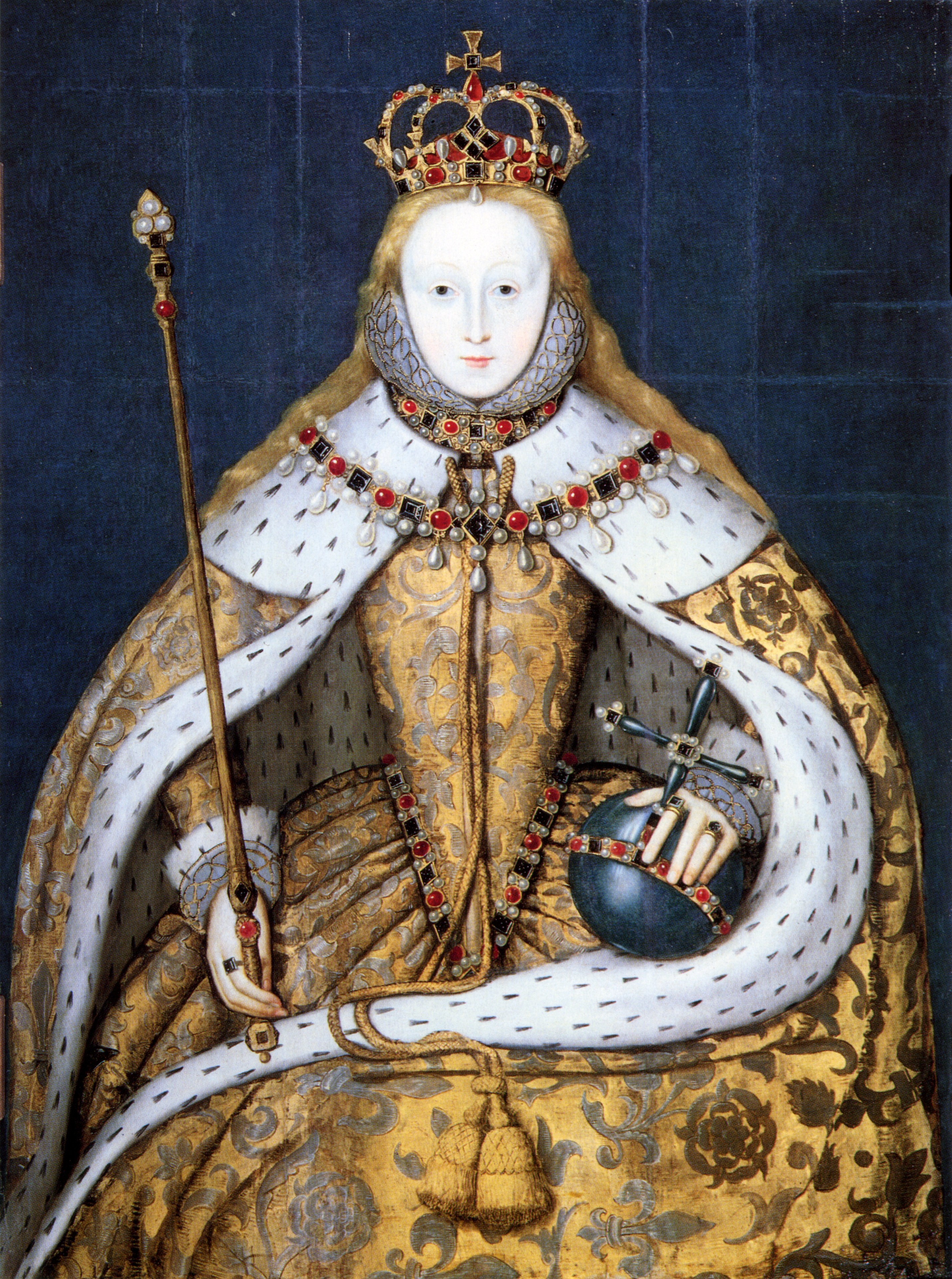
Коронационный портрет Елизаветы I

Уже через три дня после смерти Марии собрался первый совет королевы. Своим государственным секретарём она назначила Уильяма Сесила, Роберт Дадли получил место конюшего, Томас Парри стал казначеем двора: Елизавета вознаградила всех, кто оказывал ей услуги в период опалы.
28 ноября 1558 года триумфальная процессия вступила в Лондон: молодую королеву встречали восторженные толпы.
К моменту занятия престола Елизавете I было двадцать пять лет. По меркам XVI века, когда многие не доживали до пятидесяти, это был достаточно солидный возраст. Однако многие отмечали, что королева выглядит гораздо моложе своих сверстниц. «Стройная, со свежей светящейся кожей и развевающимися рыжими волосами, она казалась шестнадцатилетней отроковицей», — писали о ней. Длинные «тюдоровские» золотисто-рыжие волосы, длинное, овальное лицо, тонкие губы и очень белую кожу новая королева унаследовала от предков Тюдоров, от матери же ей достались чёрные проницательные глаза и тонкие пальцы. Рост королевы составлял около 5 футов 4 дюймов, то есть 164 см, и являлся весьма высоким для женщины XVI столетия. Елизавета с вниманием относилась к моде и впервые в мире в 1566 году появилась на официальном мероприятии в Оксфорде с перчатками, удлинёнными до локтя.

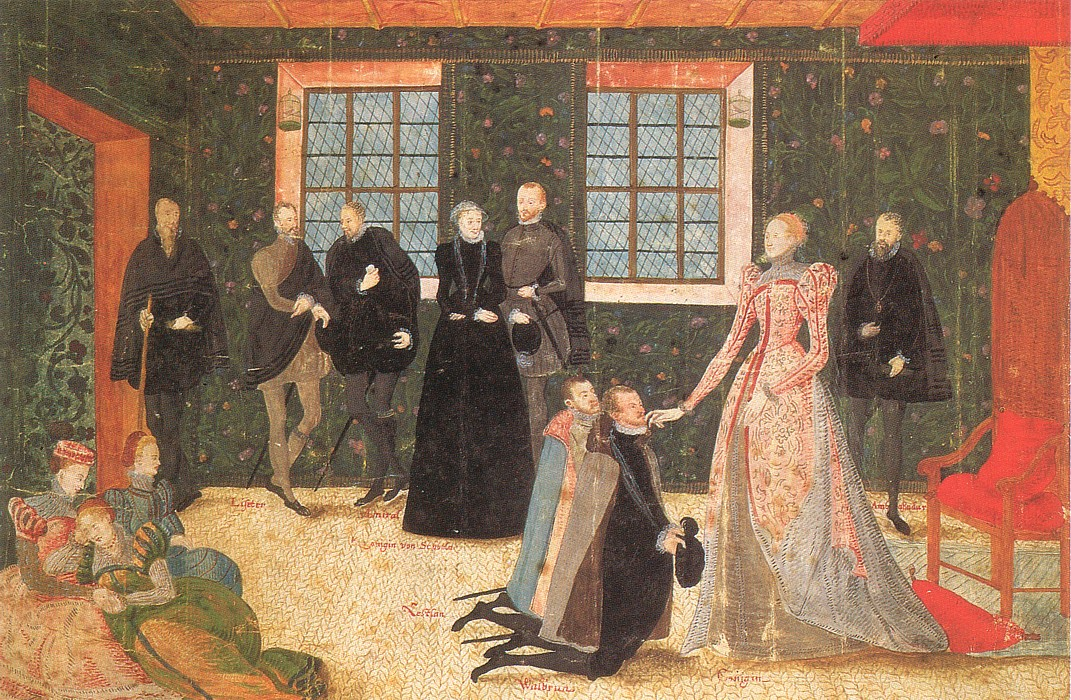
Приём Елизаветой иностранных послов. Художник Левина Теерлинк (1560)

По совету известного математика и астролога Джона Ди Елизавета избрала для своей коронации день 15 января 1559 года, то есть сразу после рождественских праздников: она хотела подарить Англии ещё несколько праздничных дней.
25 января 1559 года открылся первый Парламент Елизаветы. После возложения на её голову короны молодая государыня сразу ощутила всю тяжесть этой ноши: страна (как и вся Европа) была расколота на два непримиримых лагеря — католиков и протестантов. Елизавета не изгнала и не подвергла репрессиям никого из приверженцев покойной Марии. Своим «Актом о единообразии» королева показала, что будет следовать курсу Реформации, начатому её предшественниками Генрихом VIII и Эдуардом VI, но католикам в Англии не было запрещено служить мессу. Поскольку женщина главой церкви быть не могла, сама Елизавета провозглашалась в акте не её верховным главой, но «верховной правительницей». Этот акт веротерпимости позволил королеве избежать гражданской войны.
Уже 10 февраля Парламент обратился к королеве с призывом обеспечить английский трон наследником: ей было предписано выбрать себе супруга.
Список претендентов открывал Филипп II, некогда женатый на Марии I, затем шли эрцгерцоги Фредерик и Карл Габсбург, шведский кронпринц Эрик. Со временем к ним прибавятся герцоги Анжуйский, Савойский, Немурский, Феррарский, Голштинский и Саксонский, графы Арран и Арундел, и даже царь Всея Руси Иоанн Васильевич Грозный. Кроме того, на руку королевы претендовал её друг детства Роберт Дадли, с которым её связывали многие годы тесного общения и совместных испытаний.

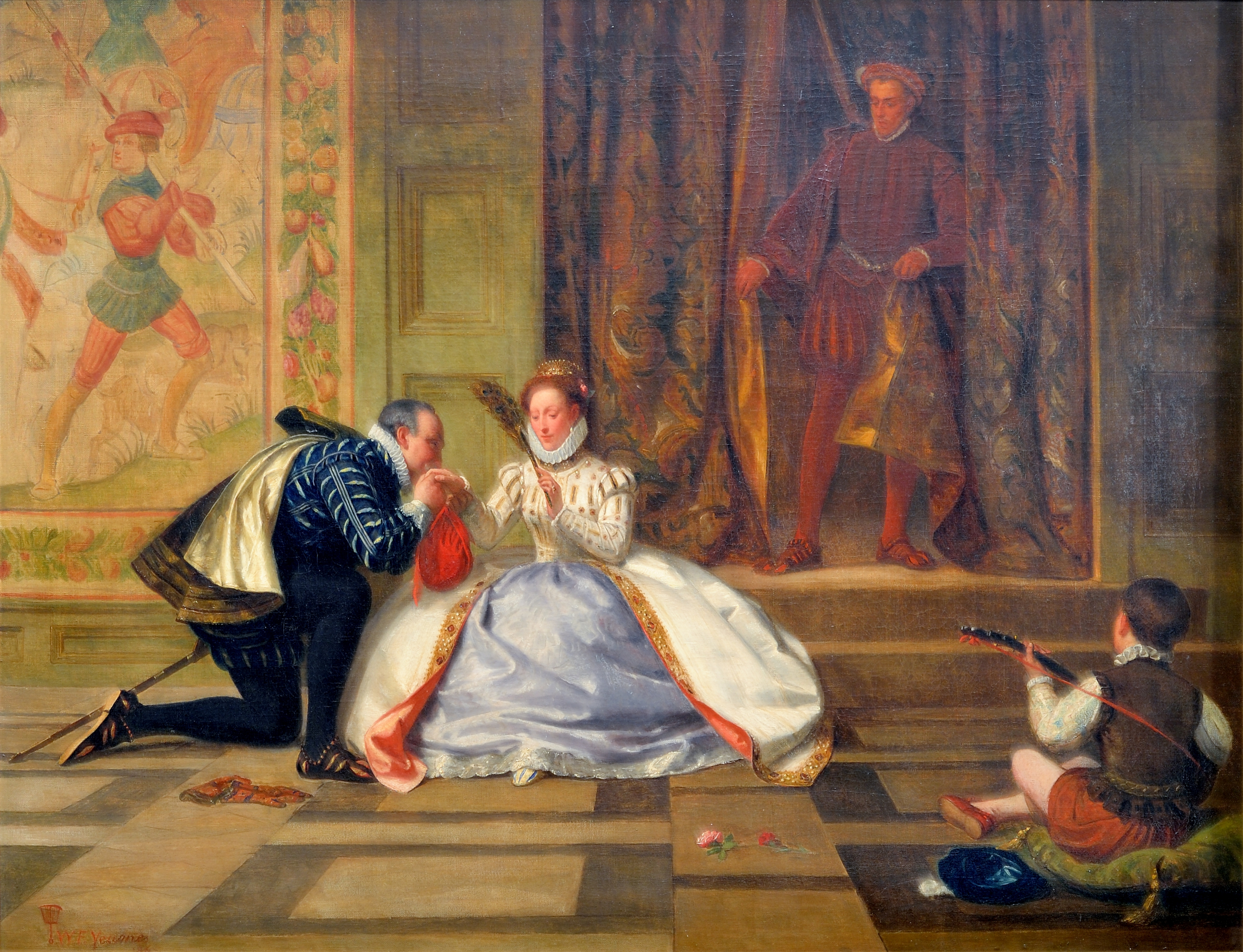
«Королева Елизавета и граф Лестер». Художник Уильям Фредерик Йимз (1865)

Парламент продолжал настаивать на выборе жениха. Елизавета не намеревалась делить власть с мужчиной, но в 1559 году она не могла в открытую спорить с парламентом: ему был дан уклончивый ответ. Многолетним фаворитом королевы был Роберт Дадли, граф Лестер. Их дружба зародилась ещё в раннем возрасте, так как они росли поблизости. После гибели жены Роберта Дадли, Эми Робсарт, у него стало ещё меньше шансов приблизиться к королеве: власть и расположение народа она ценила гораздо больше, чем самую пылкую страсть. Королева была вынуждена провести тщательное расследование всех обстоятельств дела, связанных со смертью Эми Робсарт. Невиновность Дадли была доказана, однако в народе ещё долго циркулировали слухи об убийстве. Роман королевы с лордом Дадли длился не одно десятилетие и прервался только из-за его смерти в 1588 году. На протяжении всего своего царствования Елизавета многократно заявляла, что их связь была исключительно платонической, несмотря на слухи, упорно распространявшиеся испанским послом графом Фериа и венецианским послом Иль Скифанойя. Так, в конце 1562 года, когда королева заболела оспой, то, назначив в случае своей смерти Роберта Дадли лордом-протектором королевства, она заявила придворным, что между ней и сэром Робертом «никогда не было ничего вульгарного». Даже в конце жизни Елизавета неуклонно твердила о своей девственности.
Тем не менее в истории существует один достаточно загадочный факт. В бумагах испанского министра Фрэнсиса Энгелфилда (долгие годы он являлся шпионом при английском дворе и в конечном итоге был выслан за пределы Англии) были найдены три письма, направленные им в 1587 году испанскому королю. В них сообщалось, что на борту корабля, пришедшего в Испанию из Франции, был арестован англичанин, которого заподозрили в шпионаже. Во время допроса он признался, что его имя Артур Дадли и что он является незаконным сыном Роберта Дадли и английской королевы Елизаветы I. По его словам, он родился в 1561 или 1562 году и сразу же после рождения был отдан Кэтрин Эшли, няней королевы, которая была рядом с ней на протяжении всей жизни, на воспитание в семью Роберта Саузерна. Личным учителем Артура стал Джон Смит, близкий друг Саузерна. До самой смерти Саузерна Артур считал себя его сыном. Однако на смертном одре Роберт Саузерн признался юноше в том, что он не являлся его отцом, и открыл ему тайну его рождения. Эту версию в данный момент всячески поддерживает, доказывает и развивает английский историк Пол Доэрти. Косвенные доказательства данной теории действительно существуют. Среди них приводится, например, то, что во многих письмах иностранных послов, работавших при английском дворе, достаточно часто и регулярно встречаются упоминания о том, что приблизительно в 1561 году королева заболела «скорее всего, водянкой», ибо её «невероятно раздуло, особенно в области живота». В сохранившихся письменных молитвах Елизаветы после 1562 года начинают появляться слова, которых до того времени никогда не было и которые не поддаются объяснению. Так, например, она просит Бога простить ей её грех (без какого бы то ни было указания на сам характер греха). Что именно имелось в виду королевой — неизвестно, однако время появления данных слов совпадает с временем предположительного рождения Артура. В британском государственном архиве хранится завещание Роберта Саузерна, на котором в качестве свидетеля расписался Джон Смит. То есть данные люди — совершенно реальные исторические личности, поддерживавшие к тому же тесную связь друг с другом. Телекомпанией BBC (Великобритания) был снят документальный фильм «Тайная жизнь Елизаветы I», в котором подробно рассказывается как об этой истории, так и о всех найденных Доэрти доказательствах в поддержку своей гипотезы. Тем не менее вопрос о подлинной личности Артура Дадли на сегодняшний день продолжает оставаться открытым.
По мнению современников, с первых же дней своего правления Елизавета отличалась завидной работоспособностью, прилежно читая и составляя как иностранные депеши, так и послания частным лицам. Придворный поэт и крестник королевы Джон Харингтон свидетельствует, что она могла одновременно написать одно письмо от руки, диктовать другое и вести при этом светскую беседу. Из 15 000 подписанных Елизаветой писем и приказов, дошедших до наших дней, около 2400 было написано собственноручно или надиктовано ею.

### Первый опыт ведения войны

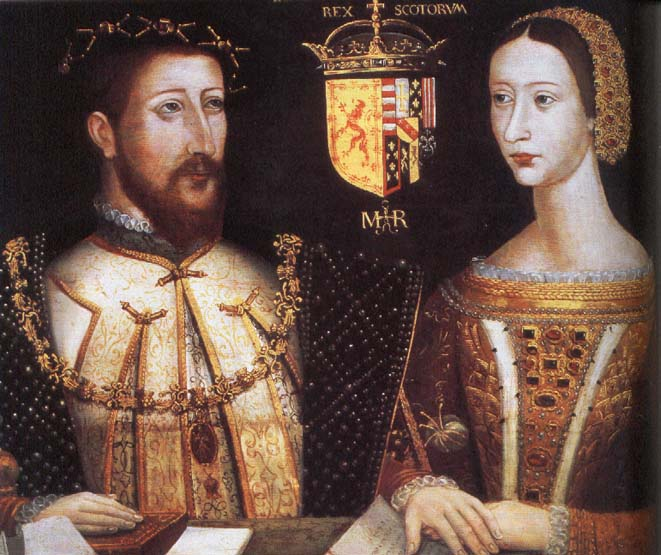
Король Шотландии Яков V и Мария де Гиз. Анонимный художник

В мае 1559 года в соседней Шотландии разразилось восстание протестантов против королевы-регентши Марии де Гиз, француженки, матери Марии Стюарт. Поддержать протестантов Шотландии советовал Елизавете Сесил, но она отказалась от этого шага, понимая, что подобное вмешательство может спровоцировать вооружённый конфликт с Францией, которая наводнила Шотландию своими войсками. Уже тогда, в самом начале правления, королева выработала свою, весьма осторожную, внешнюю политику.
Елизавета оказала шотландским протестантам материальную поддержку. Деньги были вывезены тайно, и никто не мог уличить королеву в пособничестве.
Однако в 1560 году Тайный Совет вынудил Елизавету начать интервенцию. Шотландские протестанты при поддержке английских войск разгромили сторонников Марии де Гиз, и 6 июля 1560 года в Эдинбурге был подписан договор, закрепивший эту победу. Англия и Франция вывели свои войска из Шотландии.
Мария де Гиз к этому времени умерла, и власть передавалась регентскому совету шотландских лордов-протестантов. Марии Стюарт (на тот момент супруге Франциска II) было предложено навсегда отказаться от включения в свой герб герба Англии, иначе говоря, никогда не предъявлять претензий на английскую корону. Однако Мария не ратифицировала Эдинбургский договор. Именно с этого момента началась многолетняя вражда двух королев.
5 декабря 1560 года супруг Марии Стюарт скончался, в 1561 году она вернулась в Эдинбург, чтобы принять корону Шотландии.

### Основания для претензий Марии Стюарт на корону Англии

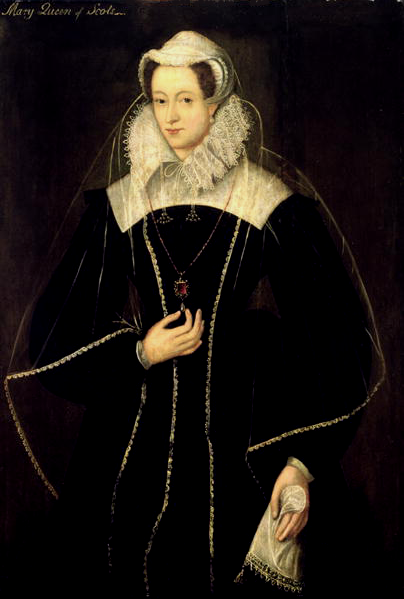
Мария Стюарт. Анонимный портрет 1575 года

Елизавету и Марию слишком часто противопоставляли друг другу: с лёгкой руки Фридриха Шиллера Мария представляется невинной жертвой, а Елизавета — кровавым деспотом. В реальности всё обстояло не так однозначно.
Елизавета была вполне законной королевой Англии, однако Мария Стюарт, будучи правнучкой Генриха VII, до конца своих дней была уверена в своих правах на английскую корону. Окружение внушало Марии Стюарт, что у неё гораздо больше прав, нежели у «бастардессы» Елизаветы. Мария была не единственной претенденткой на трон. Среди других кандидатур были младшие дочери леди Фрэнсис Грей, Катерина и Мария, упомянутые и в Акте о престолонаследии 1543 года, и в завещании Генриха VIII. Мария Стюарт в завещании короля не значилась вовсе. С другой стороны, многие католики в Англии и за её пределами считали законной (или, во всяком случае, более желательной) властительницей именно её — в противовес «еретичке» Елизавете. Сама Мария всячески подчёркивала свой приоритет и не отказалась от своих притязаний даже находясь под следствием.
После подавления Елизаветой католического восстания на севере римский папа Пий V 25 февраля 1570 года издал буллу под названием «Regnans in Excelsis», в которой объявлял «Елизавету, мнимую королеву Англии и служительницу преступления», отлучённой от церкви и еретиком, освободив всех её подданных от любой верности ей. Католикам, подчинявшимся её приказам, также угрожали отлучением от церкви. Эта булла послужила предлогом для принятия репрессивных мер против католиков, которые вели борьбу против Елизаветы, не раз выражавшуюся в форме заговоров (заговор Ридольфи, заговор Трокмортона, заговор Бабингтона).
Новое обострение отношений с католической Европой заставило окружение Елизаветы реанимировать вопрос о её замужестве. В 1571 году личный представитель Екатерины Медичи флорентиец Гвидо Кавальканти начал кулуарные переговоры с графом Лестером относительно возможного брака королевы с братом французского короля Карла IX герцогом Анжуйским. После заключения в апреле следующего года оборонительного договора в Блуа в качестве претендента на руку королевы-девственницы выступил младший сын Екатерины — юный герцог Алансонский. Последовавшая вскоре Варфоломеевская ночь прервала переговоры о сватовстве на несколько лет, но в 1579 году они возобновились, а спустя два года 26-летний герцог лично прибыл в Англию, завоевав симпатии своей 47-летней невесты, прозвавшей его «мой лягушонок». Однако открытое недовольство народа, стойкое противодействие со стороны Тайного совета и парламента, а также явное нежелание самой королевы обзаводиться потомством в столь зрелом возрасте окончательно расстроило возможный союз.

### Последние годы жизни и смерть

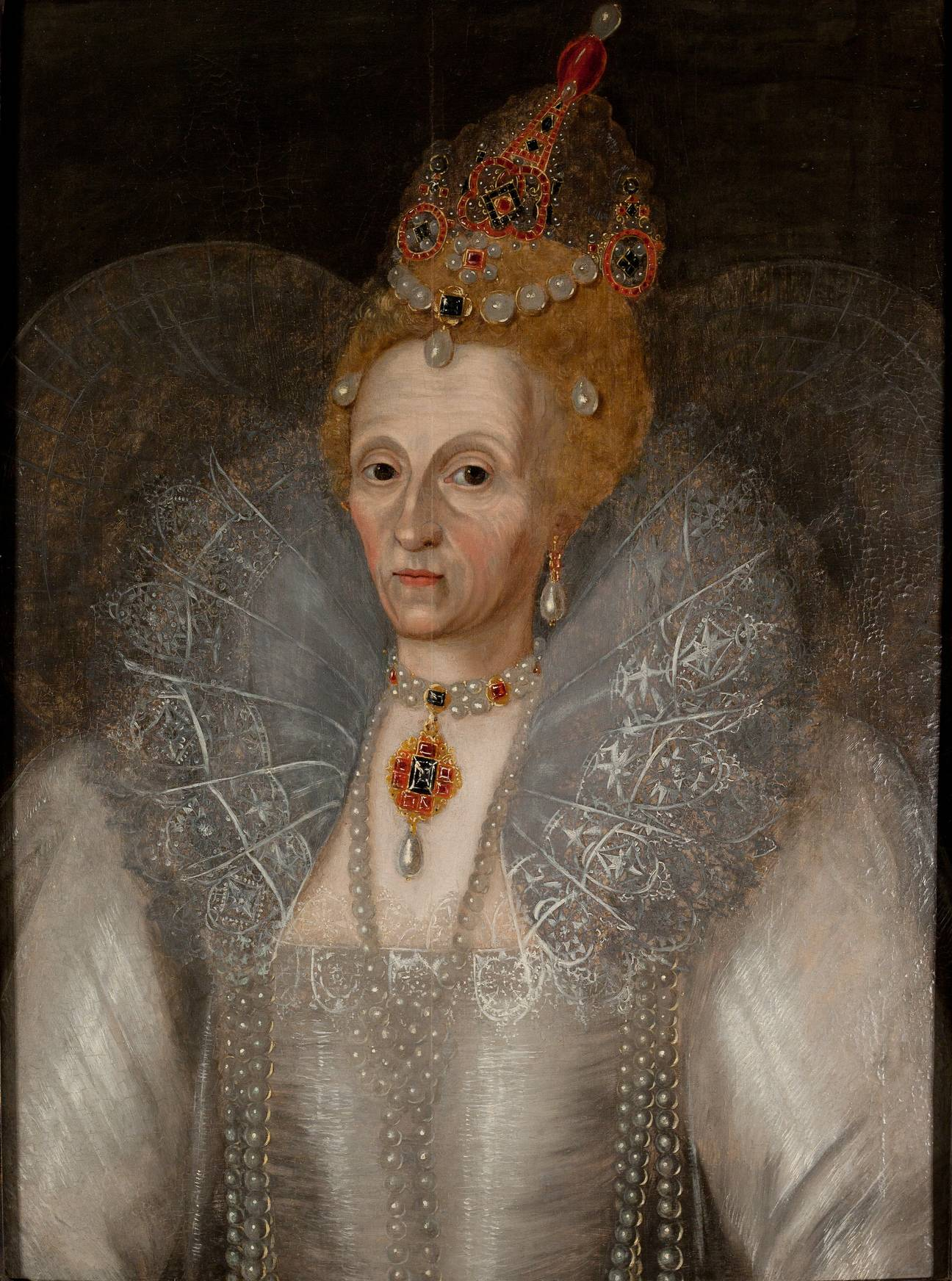
Портрет Елизаветы кисти Маркуса Герардса Младшего (1595)

К концу жизни Елизавета стала понимать, что её внешность уже не так привлекательна, как раньше, и научилась умело отвлекать внимание от лица дорогими, богато изукрашенными нарядами, причём чем старше она становилась, тем более грандиозными становились платья. Нужно признать, что она всегда отличалась разборчивостью в моде. К тому же на её лице присутствовал всё более толстый слой пудры. Из-за сильного увлечения королевы сладким, а также отсутствием личной гигиены, характерным для всей Европы того времени, её зубы к концу жизни были в весьма плачевном состоянии: большинство попросту сгнило.

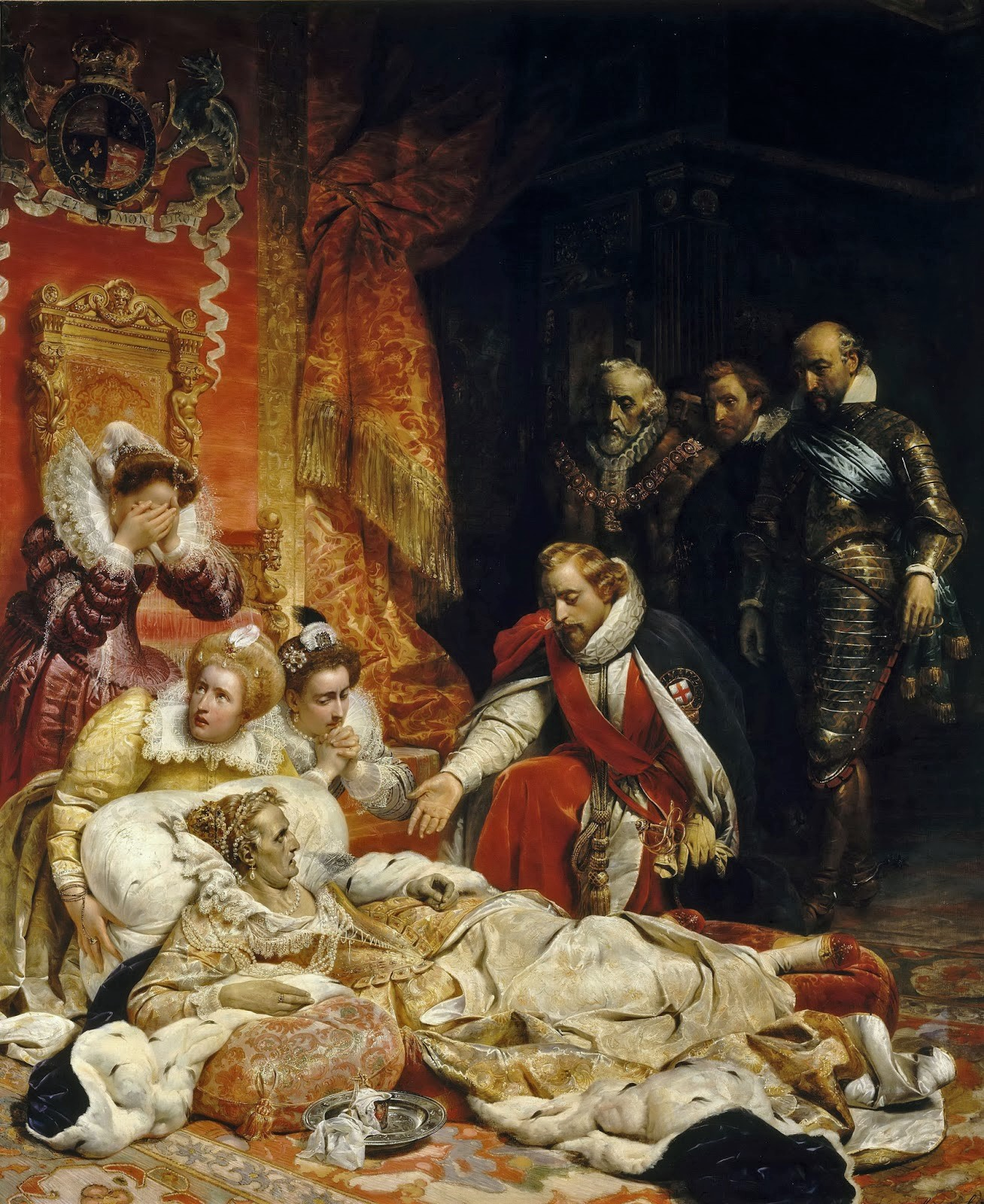
Смерть королевы Елизаветы I. Художник Поль Деларош (1828)

В последние годы смерти близких друзей подорвали здоровье Елизаветы. Один за другим скончались её вернейшие приближенные Роберт Дадли, граф Лестер (1588), Фрэнсис Уолсингем (1590), Кристофер Хаттон (1591) и Уильям Сесил, барон Бёрли (1598), после чего наиболее близкими советниками её стали Роберт Сесил, граф Солсбери, Чарльз Говард, граф Ноттингем, Томас Сэквилл, барон Бакхерст и Джон Уитгифт, архиепископ Кентерберийский. 25 февраля 1601 года по обвинению в подготовке мятежа был казнён один из ближайших фаворитов и верных военачальников королевы 35-летний граф Эссекс.
Тяжёлым ударом для Елизаветы стала кончина 25 февраля 1603 года её верной фрейлины и первой леди опочивальни — Кэтрин Говард, служившей ей в течение 44 лет; королева впала в глубокую депрессию и меланхолию. 24 марта 1603 года она умерла во дворце Ричмонд и 28 апреля была похоронена в Вестминстерском аббатстве. В соответствии с последней волей покойной королевы её тело, вопреки обычаю, не было забальзамировано.
Со смертью Елизаветы I династия Тюдоров завершилась, и началась династия Стюартов, так как своим преемником она назначила Якова I, сына Марии Стюарт.

## Политика в эпоху Елизаветы

### Начало промышленной революции

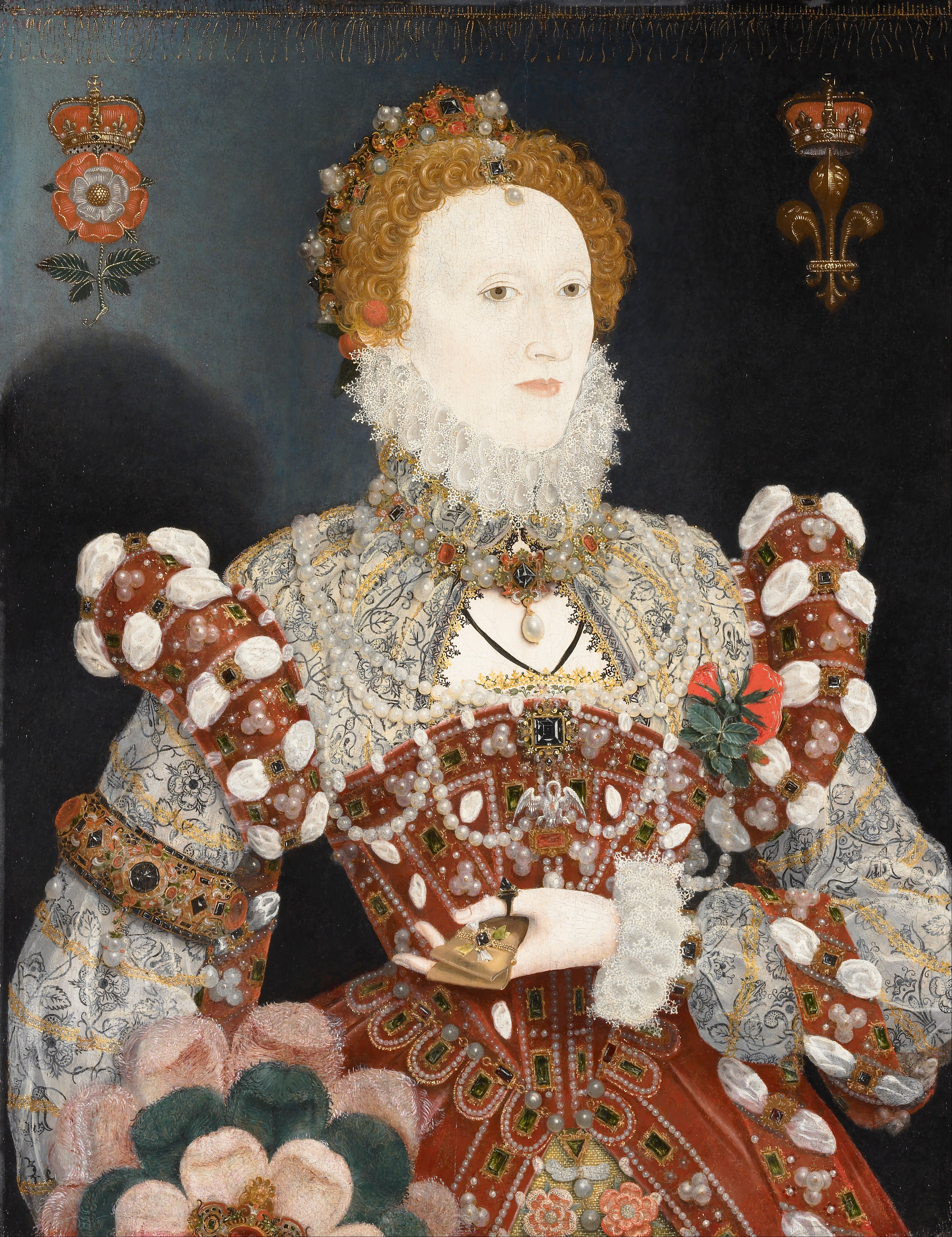
«Пеликановый портрет» Елизаветы I кисти Николаса Хиллиарда (1573—1575)

До середины XVI века промышленные товары в Англии производились в основном мелкими мастерскими. Во второй половине XVI века при поддержке правительства были построены (или закуплены за границей) крупные мануфактуры по производству артиллерии, пороха, стекла, бумаги, железного купороса, квасцов и других важных товаров. Быстро росли добыча угля (пока только для отопления) и другие горнодобывающие промыслы. Статут, запрещавший вывоз шерсти и необработанного сукна из Англии, стимулировал бурный рост текстильной промышленности, экспорт сукна в XVI веке возрос втрое и стал основным пунктом английской внешней торговли. В 1561 году был стабилизирован курс фунта стерлингов, в 1566—1568 годах была создана Королевская биржа, аналогичная голландской.
С целью упорядочения горного дела и увеличения добычи меди в 1568 году было основано Общество королевских рудников, примерно в те же годы в стране началось производство оконного стекла и хрусталя.
Всего за 100 лет Англия из отсталой страны стала ведущей торгово-промышленной державой Европы. Число торговых судов водоизмещением более 100 тонн в период 1588—1629 годов выросло в 10 раз — с 35 до 350. Английские военные суда были более маневренными, чем испанские, а их пушки — более дальнобойными.
В «Описании Англии» Уильяма Гаррисона (1577) отмечается внешний рост народного благосостояния, выражавшийся, во-первых, в «огромном количестве дымоходных труб, возведённых в последние годы», во-вторых, в «замене посуды, деревянных тарелок оловянными, а также деревянных ложек серебряными или жестяными», а в-третьих, тем, что брёвна и глину в строительстве сменили камень и штукатурка. Однако всё это не шло ни в какое сравнение с роскошью королевского двора. В 1572 году Елизавета получила в подарок от Роберта Дадли драгоценный браслет, в который встроен был часовой циферблат, и стала, таким образом, первой в истории обладательницей наручных часов.

### Новая владычица морей

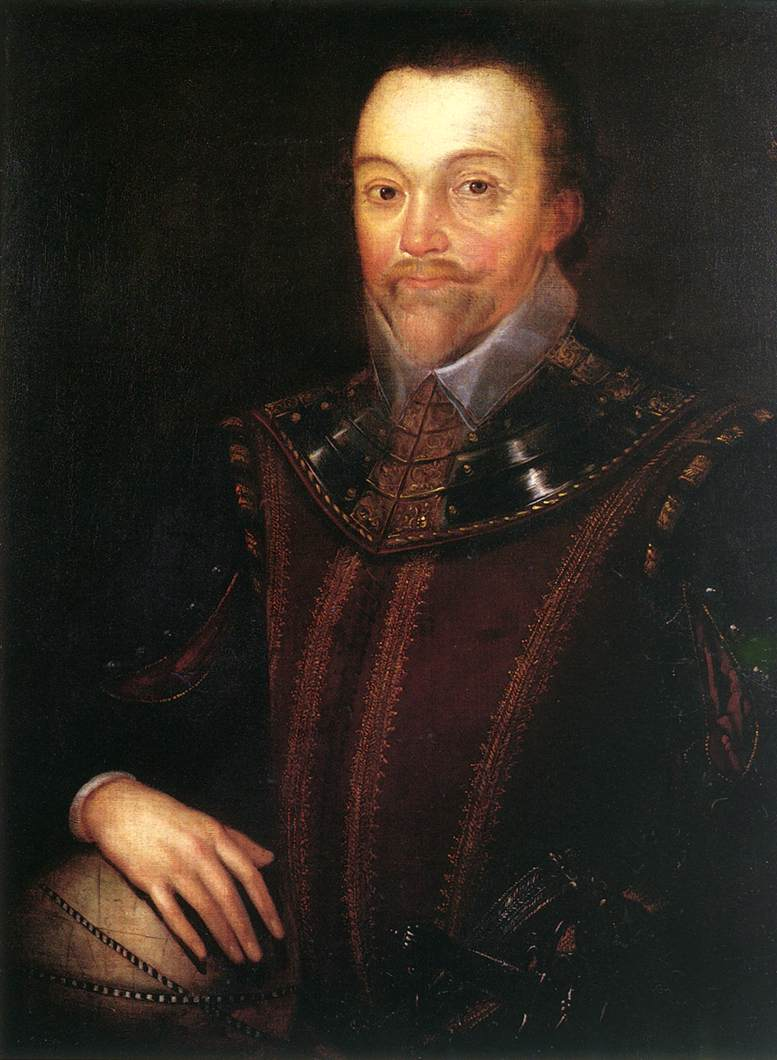
Фрэнсис Дрейк. Художник Маркус Герардс Младший (1590)

Флаг Виргинии

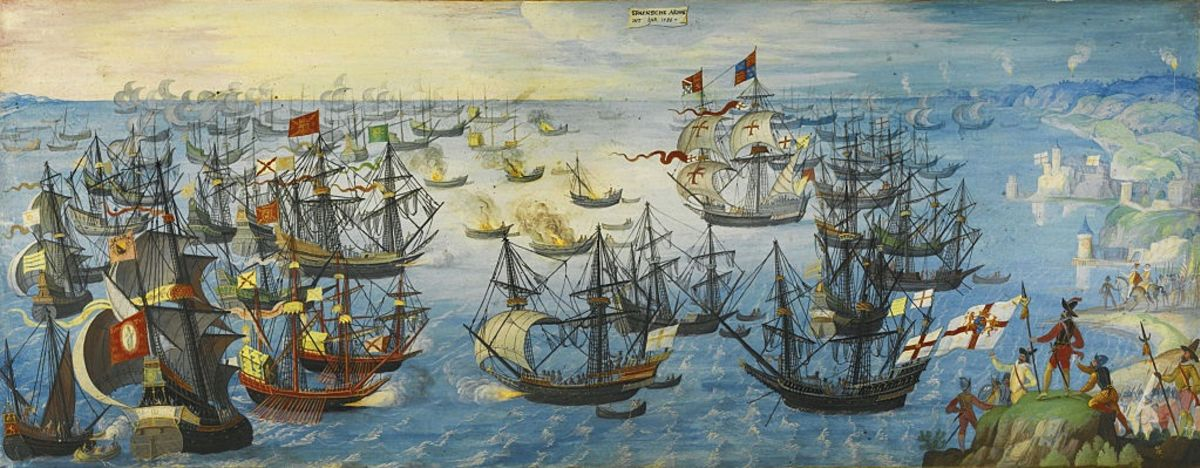
Елизавета, наблюдающая за разгромом Непобедимой Армады. Неизвестный английский художник конца XVI века

Король Генрих VII создал королевский флот, Генрих VIII поощрял морскую торговлю, Мария Тюдор послала экспедицию для поиска северо-восточного прохода в Китай и Индию. Но только в правление Елизаветы Англия превратилась в могущественную морскую державу.
Именно при Елизавете братья Уильям и Джон Хокинсы начали свои торгово-пиратские рейды. В конце 1560-х годов «взошла звезда» Фрэнсиса Дрейка.
Тогда же наметилась причина будущих конфликтов с Испанией: английские мореходы регулярно грабили испанские корабли и совершали набеги на побережья испанских колоний. В 1570-е годы развернулась странная, не объявленная ни одной из сторон война на морях. Официальные Мадрид и Лондон предпочитали закрывать глаза на эти «частные войны» и ограничивались формальными протестами.
Так или иначе, Англия постепенно отвоёвывала у Испании авторитет «главной морской державы». Об этом говорят и путешествие Дрейка вокруг Американского материка, и основание в Северной Америке первого английского поселения в 1587 году, и деятельность капера и мореплавателя Уолтера Рэйли, получившего от Елизаветы патент на основание новой колонии — Виргинии, получившей своё название (от лат. virgō, «дева») в честь никогда не выходившей замуж королевы. 18 августа 1587 года в основанной англичанами в Америке первой колонии на острове Роанок родился первый ребёнок — Вирджиния Дэр.
Елизавета лично спонсировала все эти мероприятия. В исторической литературе её часто осуждают[кто?] за тайное и явное покровительство «морским разбойникам», однако подобное поведение королей было тогда скорее нормой, чем исключением. В политике главенствовал принцип: «Кто сильнее, тот и прав».
В 1585 году разразилась масштабная Англо-испанская война. C целью завоевания Англии Испания готовит мощный флот — «Непобедимую Армаду». Все силы Англии были брошены на защиту от испанского вторжения. В своей знаменитой речи в Тилбери Елизавета сказала: 

У меня тело слабой и немощной женщины, но у меня сердце и мужество короля, к тому же — короля Англии.— Elizabeth's Tilbury speech
 Морское Гравелинское сражение (1588) между британским и испанским флотами к северу от Кале закончилось поражением испанской Великой Армады, потерявшей, в конечном счёте, в походе около 20 тыс. чел., то есть примерно две трети своего личного состава.

### Социальная политика

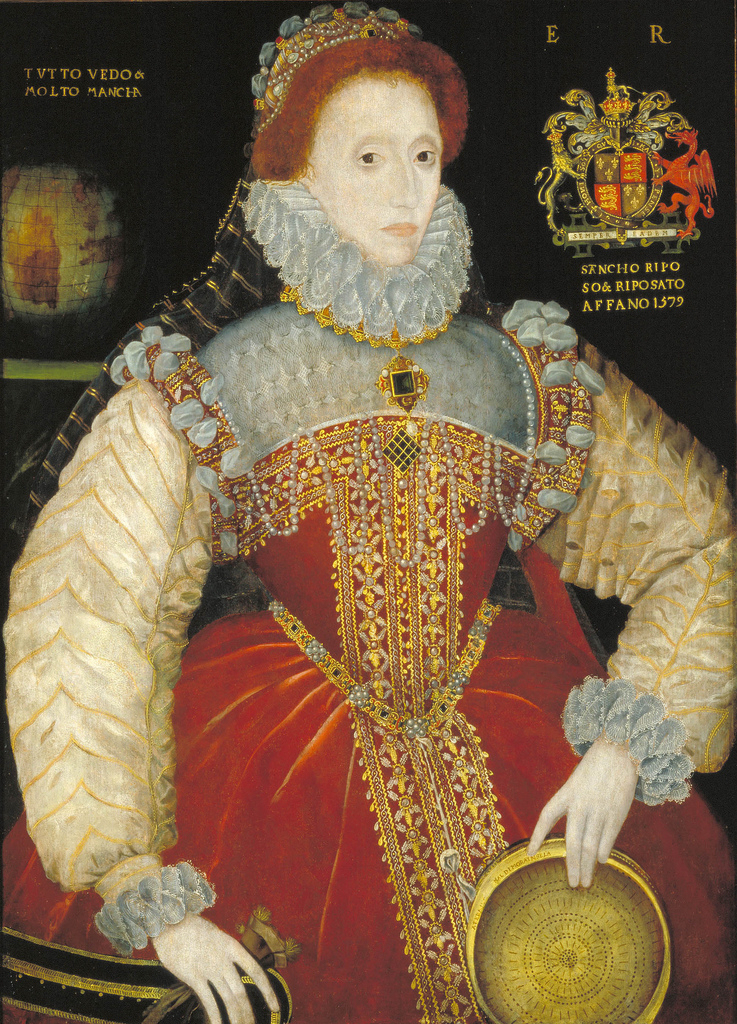
«Плимптонский портрет» кисти Гауэр, Джордж (1579)

В первые годы своей власти, исходя из опыта авторитарного правления отца и неудачного правления сводной сестры, Елизавета всячески стремилась расширить социальную опору своего режима, опираясь на все слои населения. Воспитанная на римских классиках, она ясно представляла каркас того общественного здания, которым ей предстояло управлять: «populus» (народ) — горожане, купцы, крестьяне-йомены, ремесленники, трактирщики и подмастерья; «nobiles» — аристократы, дворянство, среди которых было немало и друзей, и заговорщиков; «senatus» — парламент и «consulis» — королевский совет. Елизавета считала достаточным выбрать себе опытных и верных министров, чаще прибегать к советам парламента, добиваясь его согласия в решении важнейших государственных дел, жёстко контролировать склонную к сепаратизму знать, а также заботиться о низах, не обременяя их чрезмерными налогами и увеселяя красочными зрелищами. Устройство торжественных королевских процессий, начиная с коронационной, призваны были исключить отдаление королевской особы от народа, со временем приобретя характер публичных театральных действ.
Однако исторические реалии с годами всё больше и больше расходились с книжными премудростями. Только за период с 1586 по 1603 год на войну с Испанией было затрачено свыше 4 млн. фунтов стерлингов, а внешний долг Англии достиг 400 тыс. фунтов. Внешнеполитические успехи и промышленные достижения весьма недёшево обходились королевской казне, а также неизбежно сопровождались ростом цен и различных налогов, приводившим к социальному расслоению и разорению мелких собственников. Принятый в 1572 году акт о бродяжничестве предписывал при первом аресте протыкать нарушителям ухо, упорствующих же и назойливых попрошаек предписывалось вешать.
Последствия долгой войны с Католической лигой и Испанией, вкупе с природными катаклизмами и эпидемиями, привели к резкому обострению обстановки уже летом 1592 года, когда лишь оперативные действия лондонского мэра Уильяма Уэбба помогли пресечь в корне восстание столичных подмастерьев, недовольных притоком в столицу голландцев-кальвинистов и французских гугенотов, отбиравших у англичан рынки и рабочие места. Однако уже весной следующего года нападки на иммигрантов возобновились, а вспыхнувшая последовавшая за ними летняя чума, унёсшая жизни 18 тысяч человек, привела к новым вспышкам насилия.

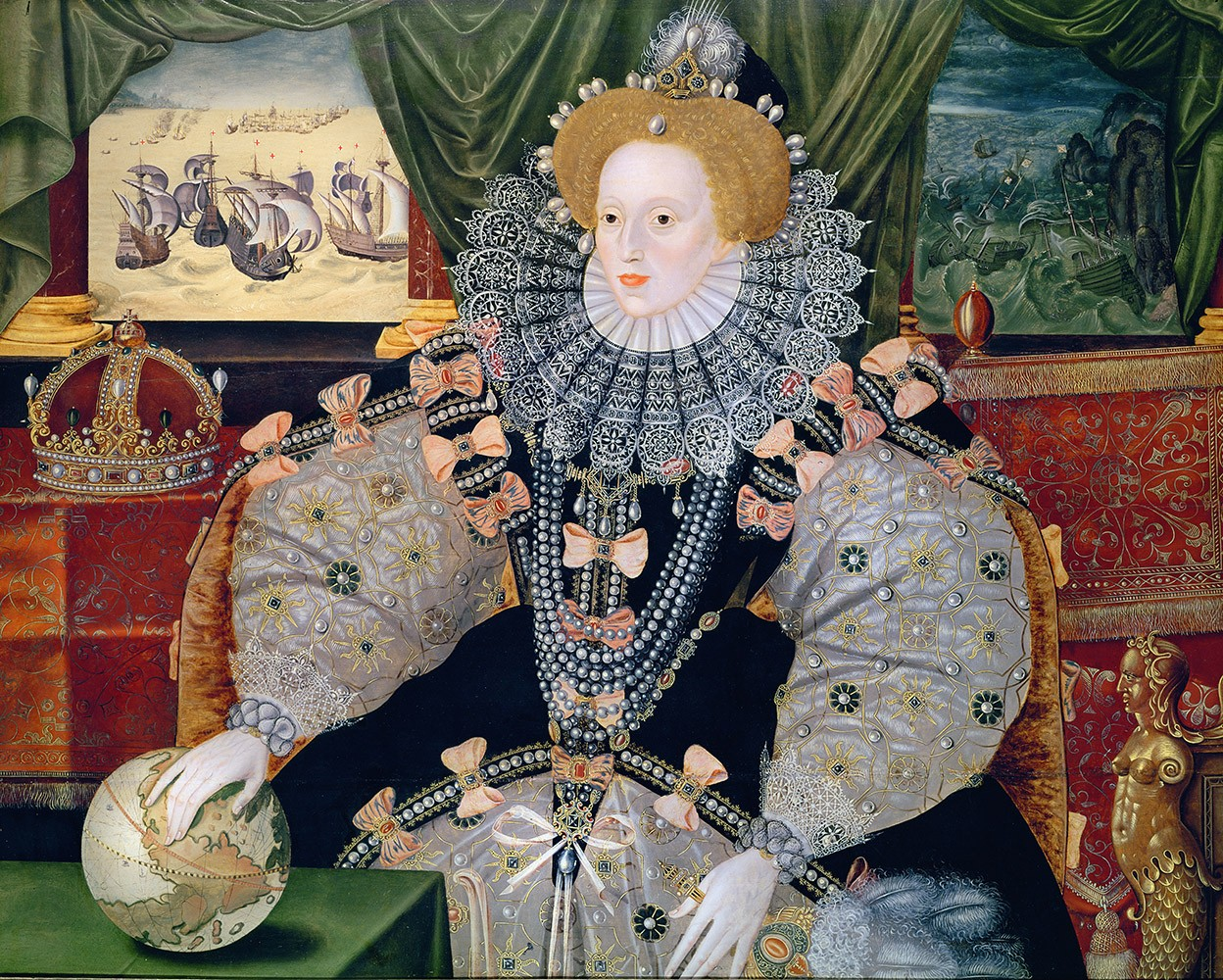
«Армадный портрет» кисти Гауэр, Джордж (1588)

Весной 1594 года на страну обрушились проливные дожди и ураганы, повалившие в одном Вустершире и Стаффордшире почти 5000 дубов, а последовавшее за ними катастрофическое наводнение в Суррее и Сассексе нанесло огромный ущерб поголовью скота и посевам. В результате стремительного роста цен на продовольствие в Лондоне начались новые беспорядки, заставившие Тайный совет издать чисто популистские «Указы о пищевой скудости», которые не исполнялись.
В результате в следующем 1595 году в Тауэр-Хилле произошли кровавые столкновения, подавленные с большим трудом. Хотя пятеро зачинщиков бунта были повешены, встревоженная Елизавета, фактически изолировавшаяся к тому времени от общества и слабо представлявшая себе условия существования большинства своих поданных, вынуждена была собрать 4 июля Тайный совет на чрезвычайное совещание в Гринвиче, распорядившись ввести в столице бессрочное военное положение. Неограниченными полномочиями наделялся верховный военный судья, или маршал военной полиции, сэр Томас Уилфорт из Кента, в распоряжение которого передавался отряд из тридцати вооружённых кавалеристов, ежедневно патрулировавших улицы. В столице устанавливался комендантский час, все подозрительные лица принудительно свозились на заседания особой комиссии магистратов, проходивших в здании центрального уголовного суда у Ньюгетской тюрьмы, схваченные же на месте преступления, а также распространители листовок и прокламаций вешались без суда.
В 1596 и 1597 годах по инициативе барона Бёрли и других членов Тайного совета все лондонские нищие, бродяги, воры и сутенёры арестовывались, грузились на корабли и вывозились в Нидерланды и в Ирландию для несения там военной службы. Такая же судьба ждала многочисленных ветеранов прежних войн, слонявшихся по столичным улицам и занимавшихся попрошайничеством и грабежами. «Нетолерантный» облик «Доброй королевы Бесс» проявился в поддержке ею сомнительной инициативы предприимчивого голландского торговца Каспара ван Сендена, предложившего в 1596 году отлавливать проживавших в Англии выходцев из Чёрной Африки и депортировать их в Испанию и Португалию для продажи там в рабство.
Тем не менее в 1597 году был обнародован «Акт о помощи бедным» (англ. Act for the Relief of the Poor), нашедший своё продолжение в «Законе о бедных» 1601 года. Последний был рассчитан в первую очередь на поддержку разорявшихся земледельцев и закреплял создание в стране системы социальной защиты, управляемой на уровне приходских округов и финансируемой за счёт коммунальных сборов. Беспомощные бродяги получали безвозмездную помощь деньгами, продуктами и одеждой, для здоровых же рецидивистов предусматривалось заключение под стражу и телесные наказания.

### Покровительница наук и искусств
Основная статья: Елизаветинская драма

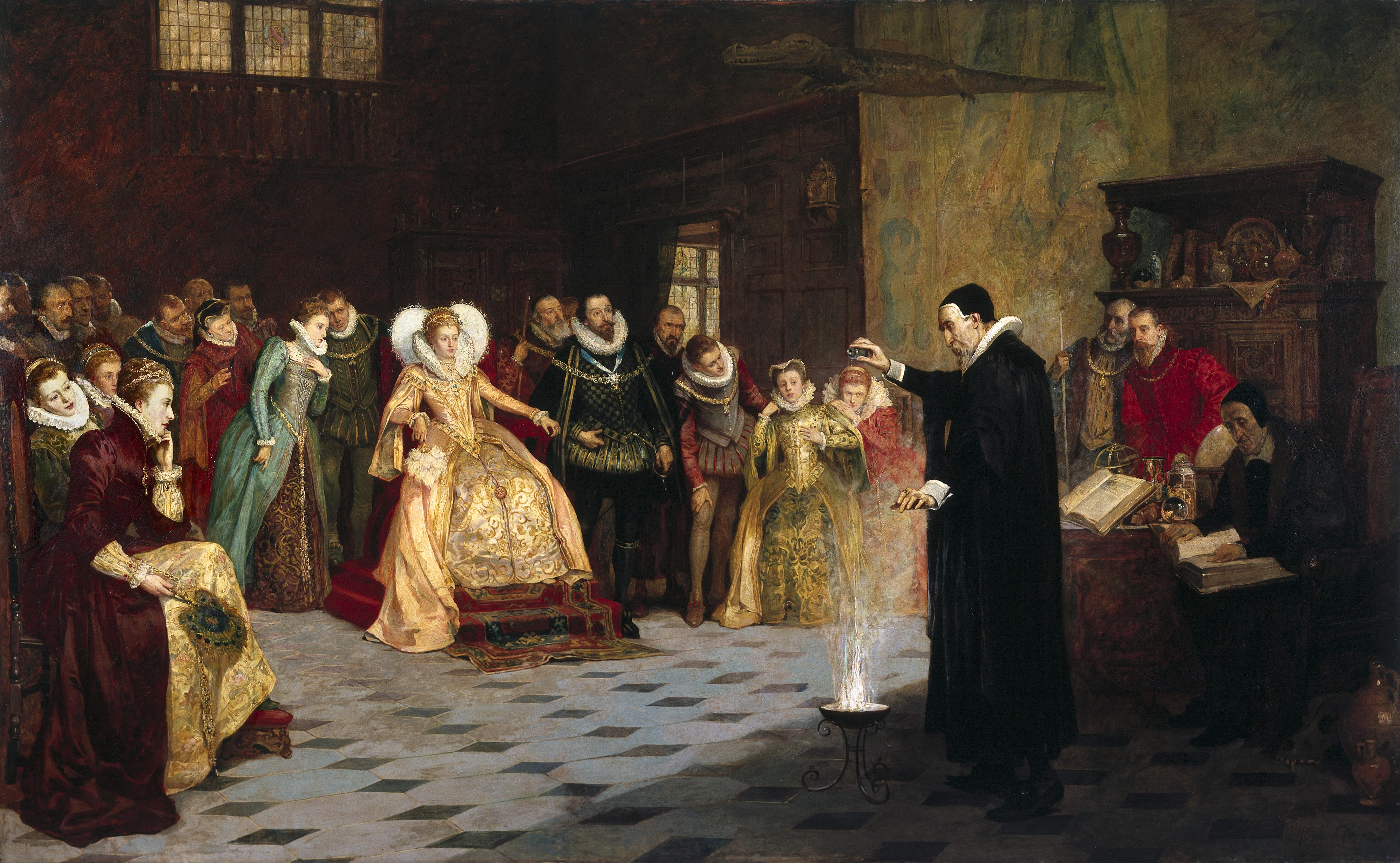
Джон Ди проводит эксперимент перед королевой Елизаветой. Художник Глиндони, Джон Гильярд (1913)

Во время правления Елизаветы драматическое искусство расцвело. Этому способствовала сама королева, которая покровительствовала театру. Она сама же и участвовала в любительских спектаклях. Кроме того, в 1582 году под патронатом Елизаветы I была создана Королевская труппа, к которой принадлежал Уильям Шекспир.
Превосходно образованная, Елизавета проявляла немалый интерес и к наукам. Помимо вышеупомянутого Джона Ди, в юности она общалась с нашедшим приют при дворе Эдуарда VI итальянским теологом-реформатором Бернардино Окино, а взойдя на престол, покровительствовала итальянскому философу-вольнодумцу Джакомо Аконцио.
В то же время провозглашение ею в 1559 году «Акта о единообразии» вызвало отъезд группы недовольных им учёных-католиков из Оксфордского университета во Фландрию, в Лувен, где они активно поддерживали оппозицию королевской власти, составляя памфлеты против протестантских доктрин.

### Елизавета I и Иван Грозный

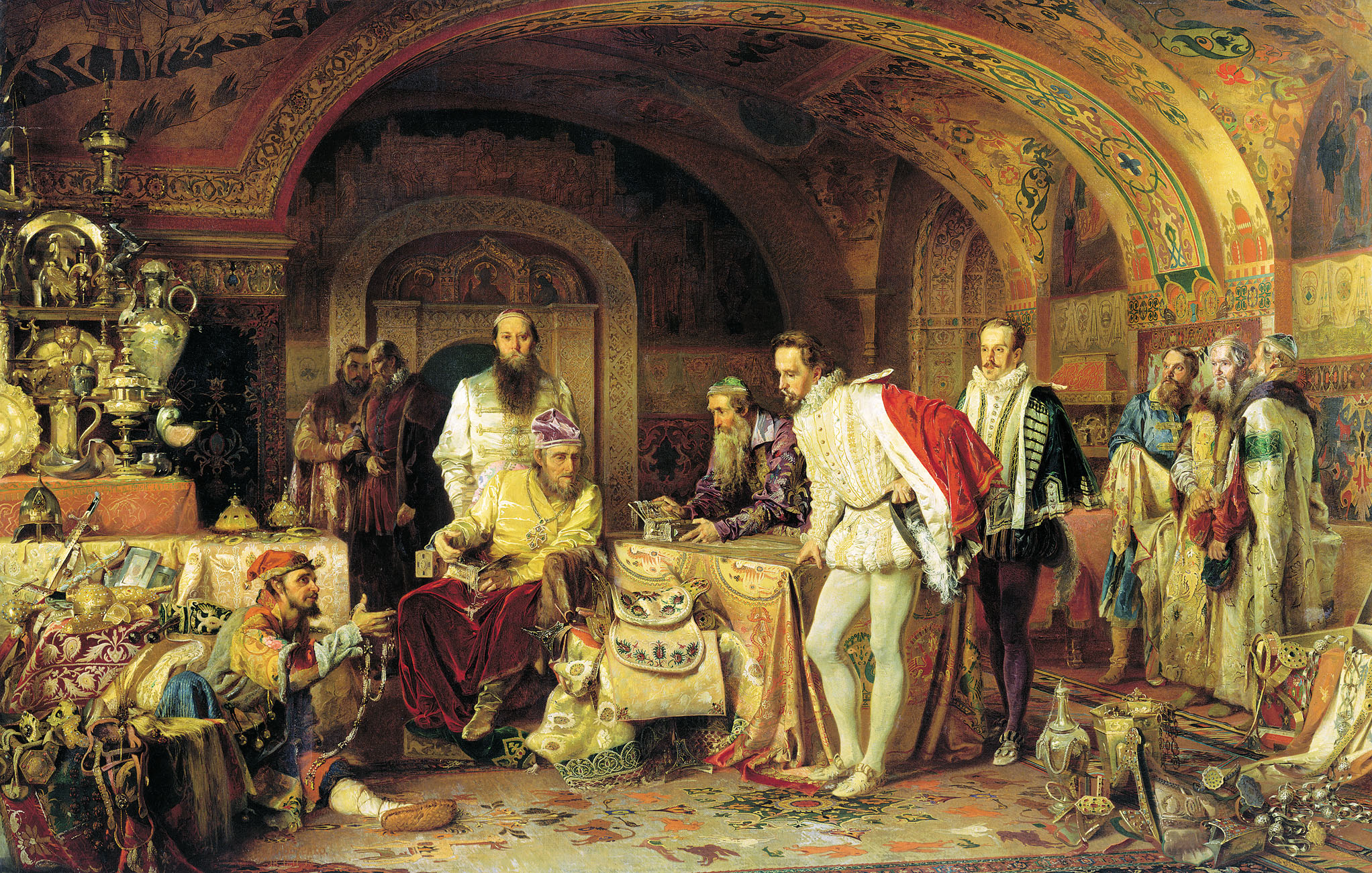
Приём английского посла Иваном Грозным. Художник А. Д. Литовченко (1875)

Взаимоотношения елизаветинской Англии с Русским Царством достаточно полно характеризуются двумя аспектами: деятельностью Московской компании и личной перепиской Елизаветы с Иваном IV.
Московская торговая компания (англ. Muscovy Trading Company) была основана ещё в 1551 году, то есть в период царствования Эдуарда VI. Однако своего расцвета это торговое предприятие достигло именно при поддержке Елизаветы I.
Коммерческие интересы Московской компании играли немалую роль в дипломатических отношениях между двумя странами. Царские и королевские миссии очень часто исполнялись её представителями, а сама она вскоре получила собственное представительство в Москве. Резиденция Московской Компании (Старый Английский двор, ныне — музей) располагалась недалеко от Кремля — на улице Варварке.
Елизавета была единственной женщиной, с которой вёл переписку Иван Грозный. Русский царь неоднократно рассматривал возможности заключения матримониальных отношений за рубежом (например, с Екатериной Ягеллонкой). Доля эпистолярных обращений Ивана Грозного к Елизавете Тюдор (11 посланий) составляет 1/20 от всего сохранившегося и опубликованного эпистолярного наследия Ивана Грозного. Это одна из самых объёмных и протяжённых переписок царя. Первое письмо датируется 1562 годом.
Ряд историков считают, что Иван IV предлагал вступить с ней в брак, однако Елизавета ответила на брачное предложение отказом. Управлявший конторой Московской компании в России в 1573—1591 годах Джером Горсей обвинял в неудаче царского лекаря Елисея Бомелия, «виновника многих несчастий» и «врага англичан», который, по его словам, «обманул царя уверениями, что королева Англии молода и что для него вполне возможно на ней жениться; теперь царь потерял эту надежду».

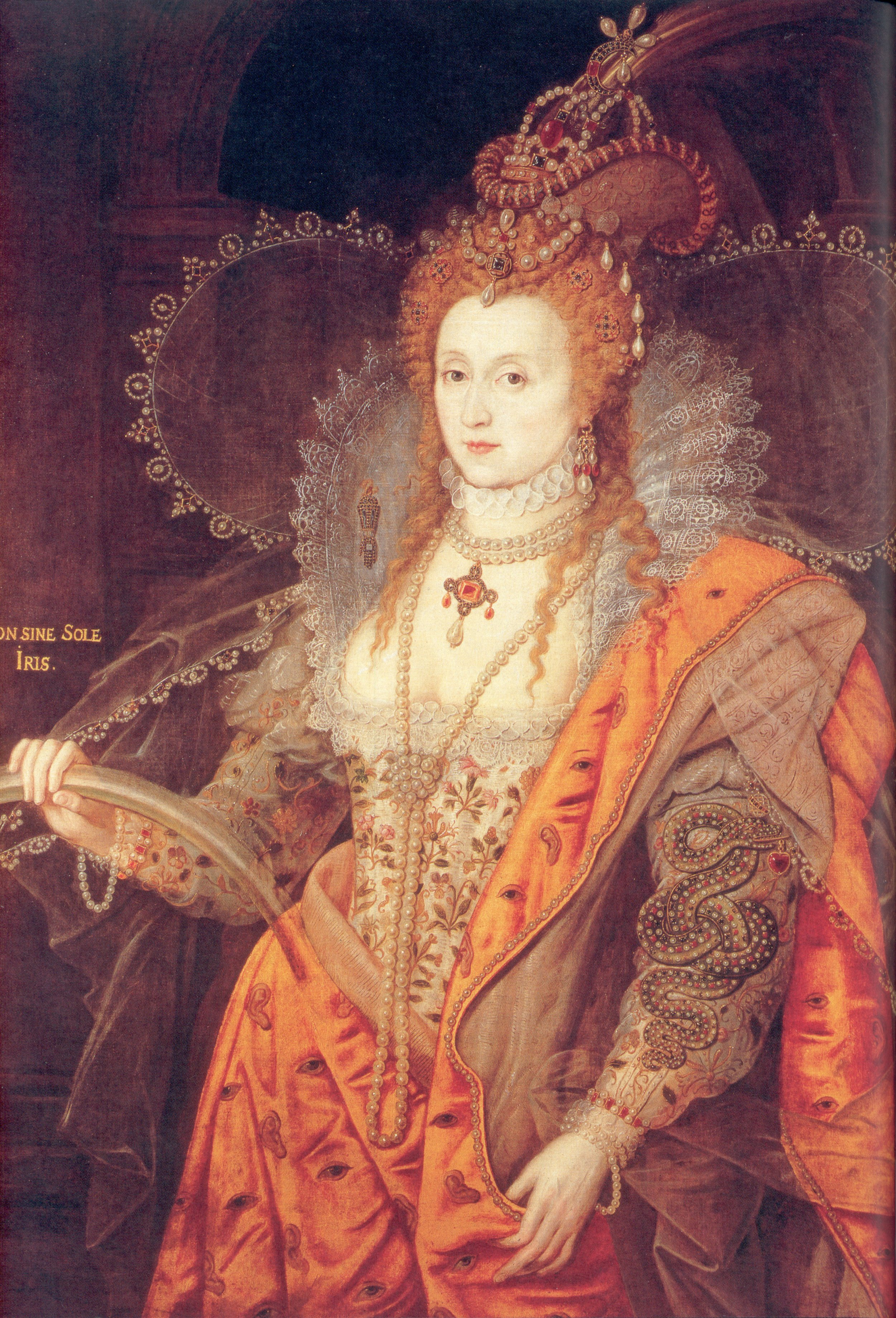
Елизавета I около 1600 года. Художник Исаак Оливер

В письме от 1570 года царь даёт королеве разнос за поступки её подданных. Иван Васильевич пишет, что к нему в Архангельск прибывали английские купцы, которых встречали, угощали и провожали с честью. «Всем англичанам мы дали такую свободную жалованную грамоту, какую даже из наших купцов никто не получал, а надеялись за это на великую дружбу», — писал царь. Но дружбы не получилось. Когда же приехал англичанин Эдуард Гудыван, «с которым было много грамот», то «нашим посланникам, которые были к нему приставлены», он «говорил многие невежливые слова». «Тогда, — сообщал Иван Васильевич, — мы велели расследовать, нет ли с ним грамот, и захватили у него многие грамоты, в которых о нашем государевом имени и нашем государстве говорится с презрением и написаны оскорбительные вести, будто в нашем государстве творятся недостойные дела. Но мы и тут отнеслись к нему милостиво». Всё это заставило царя усомниться в дееспособности королевы, у которой в стране хозяйничают «другие люди»:
«Мы думали, что ты в своем государстве государыня и сама владеешь и заботишься о своей государевой чести и выгодах для государства, — поэтому мы и затеяли с тобой эти переговоры. Но, видно, у тебя, помимо тебя, другие люди владеют, и не только люди, а мужики торговые, и не заботятся о наших государских головах и о чести и о выгодах для страны, а ищут своей торговой прибыли. Ты же пребываешь в своем девическом звании, как всякая простая девица. А тому, кто хотя бы и участвовал в нашем деле, да нам изменил, верить не следовало».
После этого переписка была прервана, возобновилась она в 1582 году. В августе 1582 года в Англию был отправлен Фёдор Писемский с поручением хлопотать о заключении союза с Елизаветой против короля польского в войне за Ливонию, а также возможного брака с 30-летней родственницей королевы Мэри Гастингс, дочерью графа Хантингдонского, ошибочно считавшейся в России её племянницей. По словам Горсея, «величественный вид», «ангельская наружность» и «необыкновенная красота» невесты произвели на московского посла такое впечатление, что впоследствии при английском дворе её прозвали «царицей Московии». Для окончательного сговора вместе с Писемским в Москву отправлен был посол Джером Боус, упрямство и высокомерие которого помешали возможному династическому союзу между Англией и Московией. Переписка же Ивана Грозного с Елизаветой продолжалась до самой смерти царя в 1584 году.
Оба правителя короновались в январе, с разницей всего в один день — 15 января и 16 января, но с промежутком в 12 лет.
При Борисе Годунове отношения с Англией сохранялись. В 1600—1601 годах в Лондоне находилось посольство Григория Микулина, передавшее королеве послание от царя и получившее от неё ответную грамоту.

### Частная жизнь

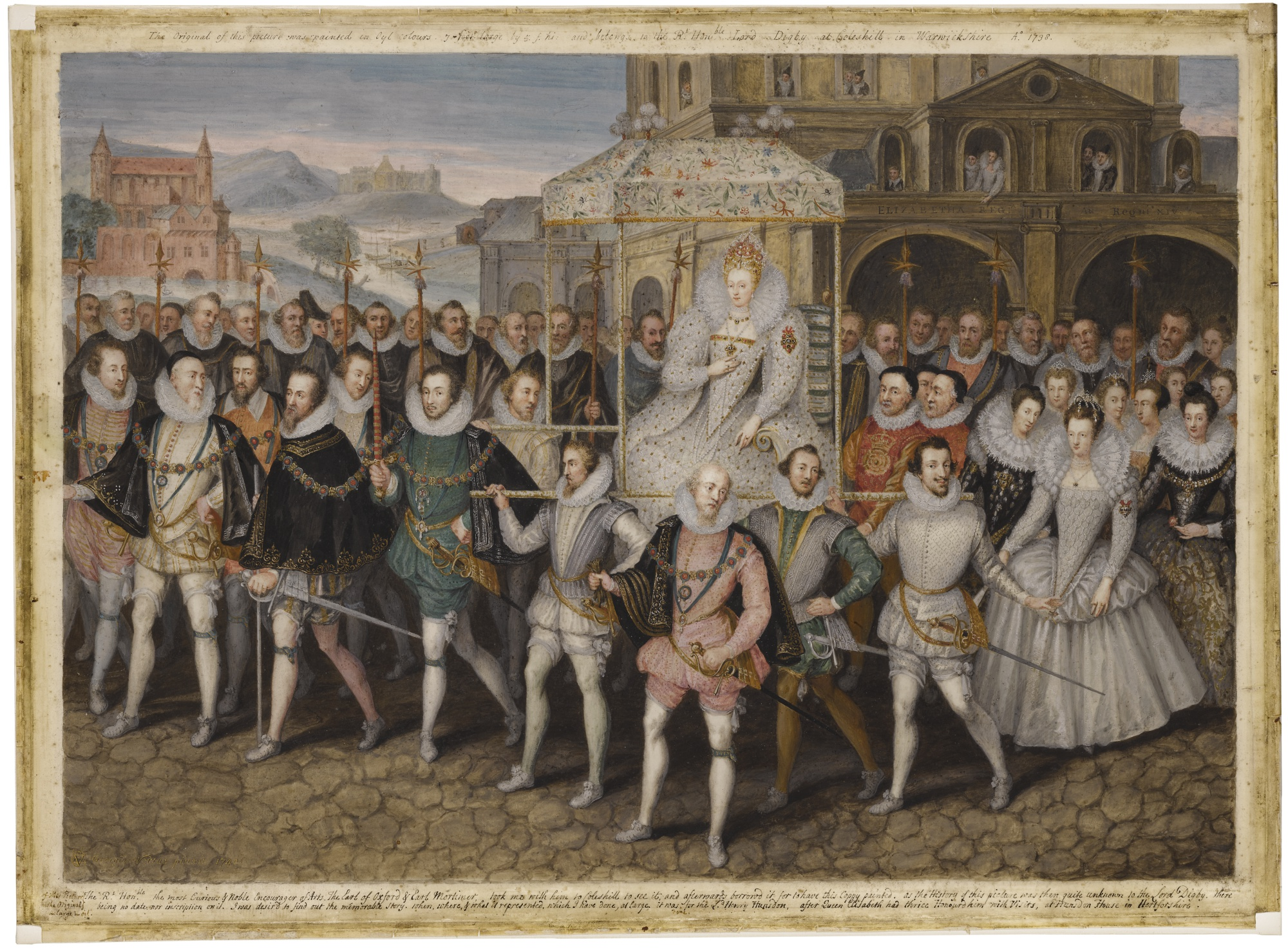
Прогулка Елизаветы I с придворными в паланкине. Художник Роберт Пик-старший (1600)

При Елизавете окончательно сформировался не только придворный этикет, но и организованный дворцовый быт. Королева имела несколько постоянных резиденций, и её двор, согласно установленной традиции, регулярно переезжал из одного дворца в другой. В зимнее время около шести недель обычно проводили в Уайтхолле, затем переезжали в Ричмондский дворец, Плацентию в Гринвиче, Хэмптон-Корт и Нонсач в Суррее, а оттуда к Пасхе перемещались в Виндзор или Уайтхолл. Перед прибытием двора в новую резиденцию её тщательно прибирали и проветривали. В эпоху Тюдоров здания строились без теплоизоляции, и в них гуляли сквозняки, потому огонь в каминах поддерживался регулярно. Каждое лето, когда в Лондоне начиналась эпидемия чумы, Елизавета и её свита покидали столицу и навещали небольшие города и дома аристократии на юге Англии. Неотъемлемым элементом придворной жизни являлись устраивавшиеся по каждому торжественному поводу торжественные приёмы, балы и маскарады, которые давались не только в резиденциях королевы, но и в принимавших её с двором особняках и замках знати.
Главная лондонская резиденция королевы дворец Уайтхолл занимал площадь в 23 акра и насчитывал около 2000 помещений. Внутренние покои королевы, где она занималась государственными делами, принимала пищу или отдыхала, охранялись 146 вооружёнными йоменами королевской стражи. В разные времена Елизавете служили 28 фрейлин, происходивших, как правило, из благородных семей, наиболее близкие из которых — камер-фрейлины — регулярно умывали её, одевали и раздевали, накладывали на неё макияж и делали причёску, подбирали для неё платья и украшения, дегустировали приготовленную для неё еду и напитки, а также делили со страдавшей бессонницей королевой её постель.
Елизавета вставала, как правило, поздно, любила чтение или утренние прогулки в одиночестве, а также тщательно следила за собой, регулярно умываясь с помощью фрейлин из таза с водой, предпочитая кастильское мыло из оливкового масла, поставлявшееся ей в больших количествах из Испании. Согласно сохранившимся свидетельствам, в отличие от своих современников, королева также каждый месяц принимала ванну, «нуждалась она в ней или нет». В конце XVI столетия в её Ричмондском дворце установлен был первый в стране туалет со смывным механизмом, сконструированный и описанный в стихах Джоном Харингтоном. Обедая около полудня, а ужиная в шесть вечера, из еды и питья Елизавета предпочитала красному мясу птицу и дичь, а крепкому пиву — лёгкое вино, испытывая неудержимую слабость к сластям. С возрастом, помимо бессонницы, королеву стали мучить несварение желудка и головные боли, а также близорукость и резь в глазах. К концу жизни она с трудом уже садилась в седло и предпочитала прогулки в паланкине.

## Образ в искусстве

### В художественной литературе
- Главный персонаж в трагедии Фридриха Шиллера «Мария Стюарт».
- Главная героиня пьесы Фердинанда Брукнера «Елизавета Английская».
- Персонаж приключенческой повести «Ключ к тайне» Джефри Триза.
- Главный персонаж романа Вальтера Скотта «Кенилворт».
- Фигурирует в романе Чарльза Кингсли «Вперёд, на запад!»
- Главная героиня пьесы «Смуглая леди сонетов» Бернарда Шоу.
- Главный женский персонаж романа Густава Майринка «Ангел западного окна». В этом романе она выступает герметической супругой мага и алхимика Джона Ди.
- Эпизодический персонаж в романе Рафаэля Сабатини «Псы Господни».
- Персонаж исторического детектива Фила Рикмана «Кости Авалона».
- Персонаж исторического романа Бертрис Смолл «Сага семьи О’Малли» (в 1—5 книгах).
- Персонаж романа Филиппы Грегори «Любовник королевы» (The Virgin's Lover, 2004)[англ.]
- Виктория Холт «Беспечный лорд и королева».
- Виктория Холт «Мой враг — королева».
- Розалин Майлз «Я, Елизавета».
- Эвелин Энтони «Елизавета I».
- Элисон Уэйр «Леди Элизабет».

#### Биографии Елизаветы Тюдор
- Борис Грибанов. «Елизавета I, королева Англии».
- Карен Харпер. «Королева».
- Кэролли Эриксон. «Елизавета I».
- Ольга Дмитриева. «Елизавета Тюдор».
- Наталья Павлищева. «Елизавета. Любовь Королевы-девственницы».
- Таша Александер. «Елизавета. Золотой век».
- Роберт Н. Стивенс, Джон Беннет. «Тайна королевы Елизаветы».
- Кристофер Хейг. «Елизавета I Английская».
- Джин Плейди. «Елизавета Английская».
- Виктория Балашова. «Елизавета Тюдор. Дочь убийцы».
- Элисон Уэйр. «Королева Елизавета».
- Джон Гай. «Елизавета. Золотой век Англии».

### Кино
- Сара Бернар в короткометражном немом фильме «Королева Елизавета» (1912)
- Ганна Ральф в немецком фильме «Фаворит Королевы» / Der Favorit der Königin (1922)
- Бетт Дейвис в фильме «Частная жизнь Елизаветы и Эссекса» (1939)
- Флора Робсон в фильмах «Морской ястреб» (1940), «Пламя над Англией» (1937)
- Джин Симмонс в фильме «Малышка Бесс» (1953)
- Бетт Дейвис в фильме «Королева-девственница» (1955)
- Вивьенн Беннетт в серии «Погоня» (1965) 2 сезона сериала «Доктор Кто»
- Гленда Джексон в телесериале «Елизавета: Королева английская» (1971) и фильме «Мария — королева Шотландии» (1971)
- Марина Неёлова в советском телефильме «Принц и нищий» (1972)
- Миранда Ричардсон в телесериале «Чёрная Гадюка»
- Квентин Крисп в фильме Салли Поттер «Орландо» (1992) по одноимённому роману Вирджинии Вулф
- Элизабет Энн О’Брайэн в телесериале «Принц и нищий» (1996)
- Анджела Плезенс в серии «Код Шекспира» (2007) 3 сезона сериала «Доктор Кто».
- Кейт Бланшетт в фильмах «Елизавета» (1998) и «Золотой век» (2007)
- Джуди Денч в фильме «Влюблённый Шекспир»
- Кэтрин Маккормак в мини-сериале «Заговор против короны» (2004)
- Хелен Миррен в мини-сериале «Елизавета I» (2005)
- Энн-Мари Дафф в мини-сериале «Королева-девственница» (2005)
- Лаоиз Мюррэй, Кейт Дагган и Клэр Макколи в телесериале «Тюдоры» (2010)
- Джоэли Ричардсон (в молодости), Ванесса Редгрейв (в старости) в фильме «Аноним» (2011; Великобритания, Германия, США), режиссёр Роланд Эммерих
- Джоанна Пейдж в юбилейном спецвыпуске «День Доктора» (2013) сериала «Доктор Кто».
- Рэйчел Скарстен в телесериале «Царство» (2014)
- Лили Коул в телесериале «Елизавета I и её враги»[англ.] (2017)
- Марго Робби в фильме «Две королевы» (2018)
- Барбара Мартен[англ.] во 2 сезоне сериала «Открытие ведьм» (2021)
- Алисия фон Риттберг в сериале «Становление Елизаветы» (2022)
- Минни Драйвер в телесериале «Королева змей» (2024)

### Прочее
- По мотивам трагедии Франсуа Ансело «Елизавета Английская» написана опера Доницетти «Роберто Деверё».
- Персонаж рок-произведения «The Six Wives of Henry VIII» Рика Уэйкмана (1973).
- В голландской рок-опере группы Ayreon песня «Dragon On The Sea» исполнена от её лица и обращена к Дрейку.
- Главный персонаж в мюзикле «Lady Bess[яп.]» Михаэля Кунца и Сильвестра Левая[62].
- Является лидером Англии в пошаговой стратегии Sid Meier’s Civilization V[63].